# Bachhaus Eisenach
Das Bachhaus Eisenach ist ein Museum im thüringischen Eisenach, das dem dort geborenen Komponisten Johann Sebastian Bach gewidmet ist. In ihm werden auf 600 m² Ausstellungsfläche ca. 250 Originalexponate, darunter ein Bach-Notenautograph, gezeigt. Kern des heute mehrere Gebäude umfassenden Museums ist ein etwa 550 Jahre altes Fachwerkhaus (Frauenplan Nr. 21), welches in der Mitte des 19. Jahrhunderts fälschlich als Bachs Geburtshaus identifiziert wurde. 1907 richtete es die Leipziger Neue Bachgesellschaft als Gedenkstätte und Bach-Museum ein.

## Historische Grundlage

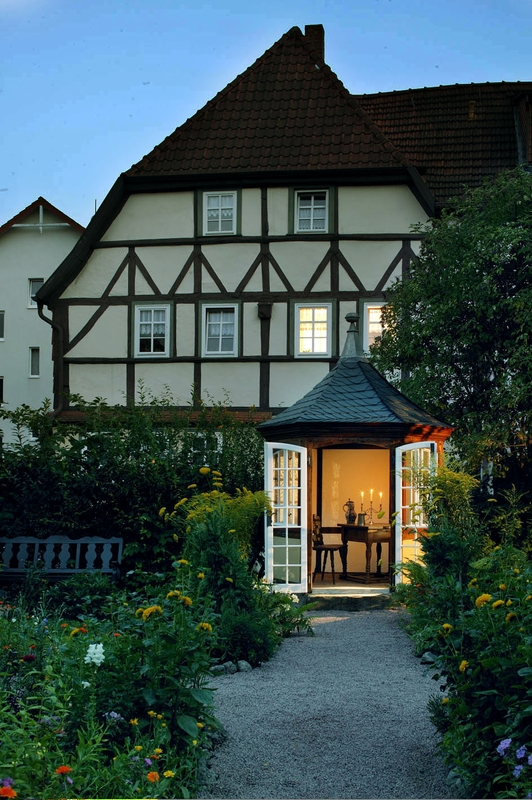
Haus Rittergasse Nr. 11 (vorn: Bachhaus-Garten)

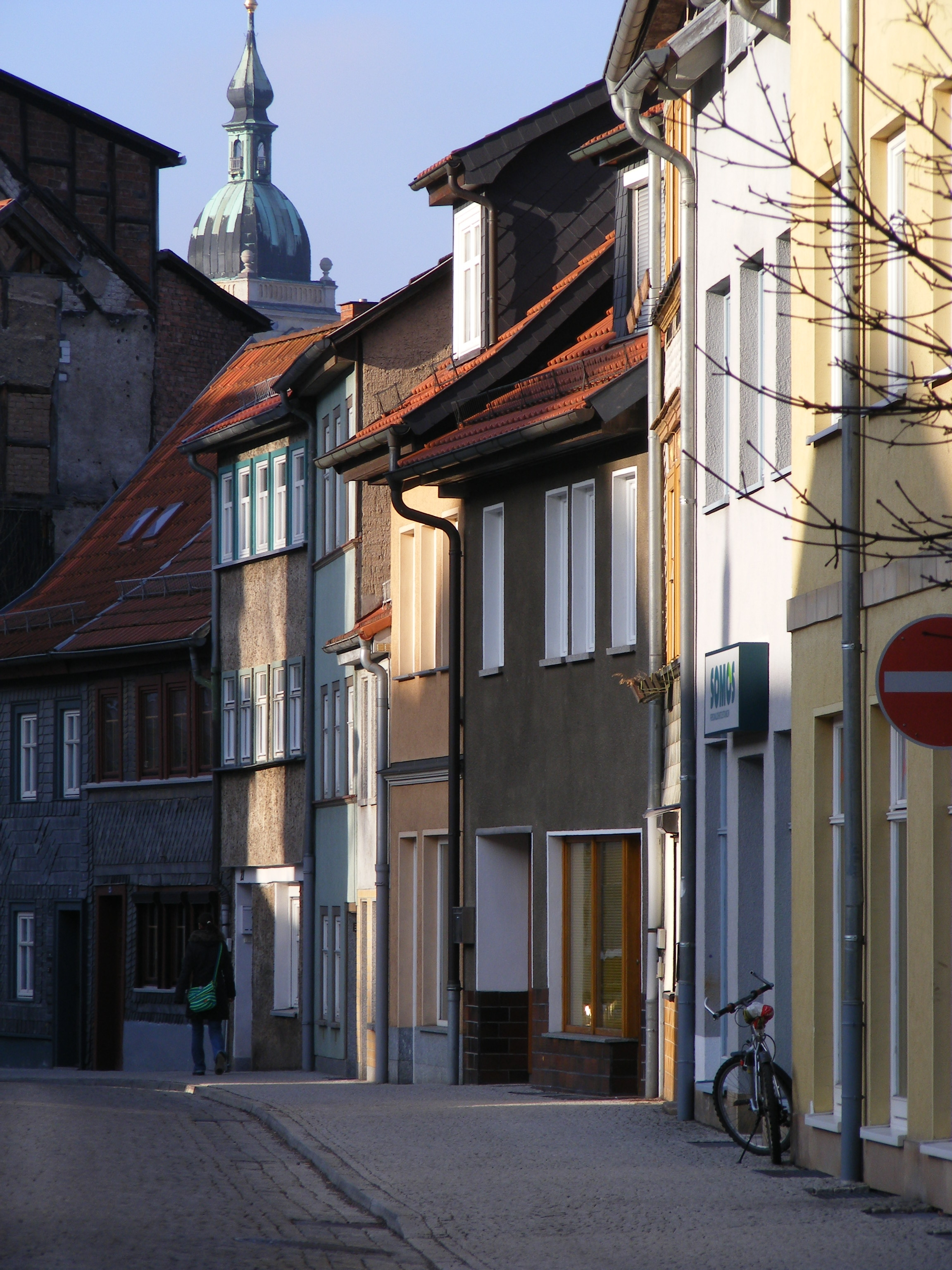
Heutiges Haus Lutherstraße Nr. 35 (dunkelgrau)

Die Musiker-Familie Bach war in Mitteldeutschland seit der ersten Hälfte des 16. Jahrhunderts bis zum Ende des 18. Jahrhunderts ein weit verzweigtes Musikergeschlecht. Bereits 1665 war Johann Christoph Bach Organist der Georgenkirche Eisenachs.
Bachs Vater Johann Ambrosius Bach nahm 1671 eine Stelle als Haußmann (Leiter der Ratsmusiker) in Eisenach an, die Familie wohnte zunächst bei dem Forstdirektor Balthasar Schneider in einem Fachwerkhaus in der Rittergasse Nr. 11 zur Miete, dem heutigen Museumsgarten unmittelbar südlich gegenüber gelegen. Da nur Grundeigentümer das Bürgerrecht erwerben konnten, kaufte Johann Ambrosius Bach 1674 ein Haus in der Fleischgaß (heute wahrscheinlich: Lutherstraße Nr. 35), dieses befand sich 100 Meter nördlich vom heutigen Museum entfernt und ist nicht mehr erhalten. Weil nicht alle Eisenacher Bürger genau die Häuser bewohnten, die sie zum Zweck des Erwerbs des Bürgerrechts erworben hatten, lässt sich der Standort des tatsächlichen Geburts- und Kindheitshauses von Bach heute nicht mehr mit Gewissheit bestimmen. Aufgrund der Lage der ersten Wohnung von Ambrosius Bach in der Rittergasse und der gekauften Immobilie in der Lutherstraße kann Bachs Geburtshaus in diesem Umkreis und somit zumindest in der Nähe des heutigen Bachhauses vermutet werden.
Der am 21. Märzjul. / 31. März 1685greg. geborene Johann Sebastian Bach verbrachte seine ersten zehn Lebensjahre in Eisenach. Durch die musikalische Tradition der Familie Bach wurde er früh an die Musik herangeführt, sein Vater dürfte ihn im Spiel von Streich- und Blasinstrumenten unterrichtet haben. Der junge Johann Sebastian lernte in der Stadtkirche St. Georg bei seinem Großcousin Johann Christoph Bach eines seiner späteren Lieblingsinstrumente, die Orgel, kennen. Von 1692 bis 1695 besuchte Johann Sebastian die örtliche Lateinschule und erhielt hier als Mitglied des Chorus musicus an vier Tagen in der Woche den ersten Musikunterricht. Am 1. Mai 1694 starb Bachs Mutter Elisabeth Bach, am 20. Februar 1695 starb auch Bachs Vater Ambrosius. Johann Sebastian und sein Bruder Johann Jakob fanden im Juli 1695 Aufnahme bei ihrem älteren Bruder Johann Christoph in Ohrdruf.

## Geschichte des Bachhauses

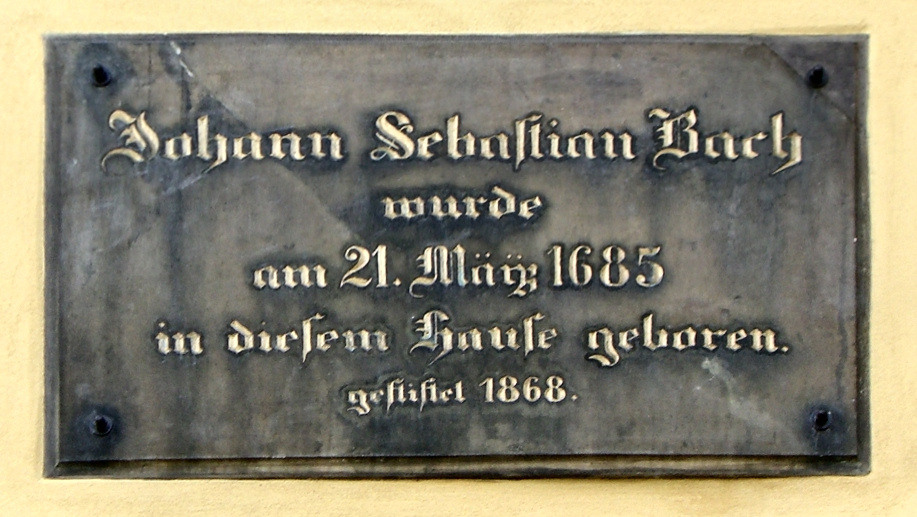
Relikt eines historischen Irrtums: Gedenktafel am Bachhaus in Eisenach

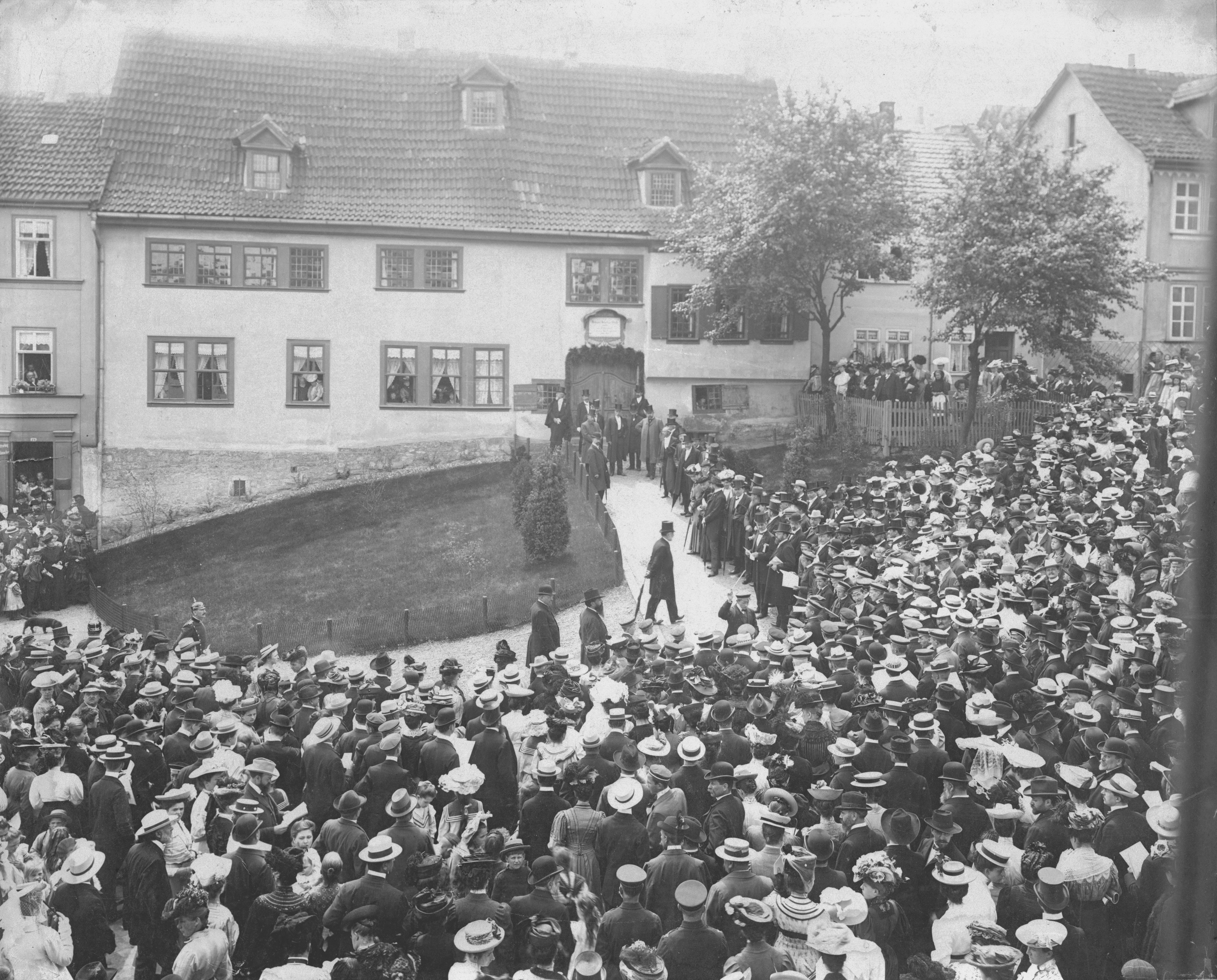
Eröffnung am 27. Mai 1907

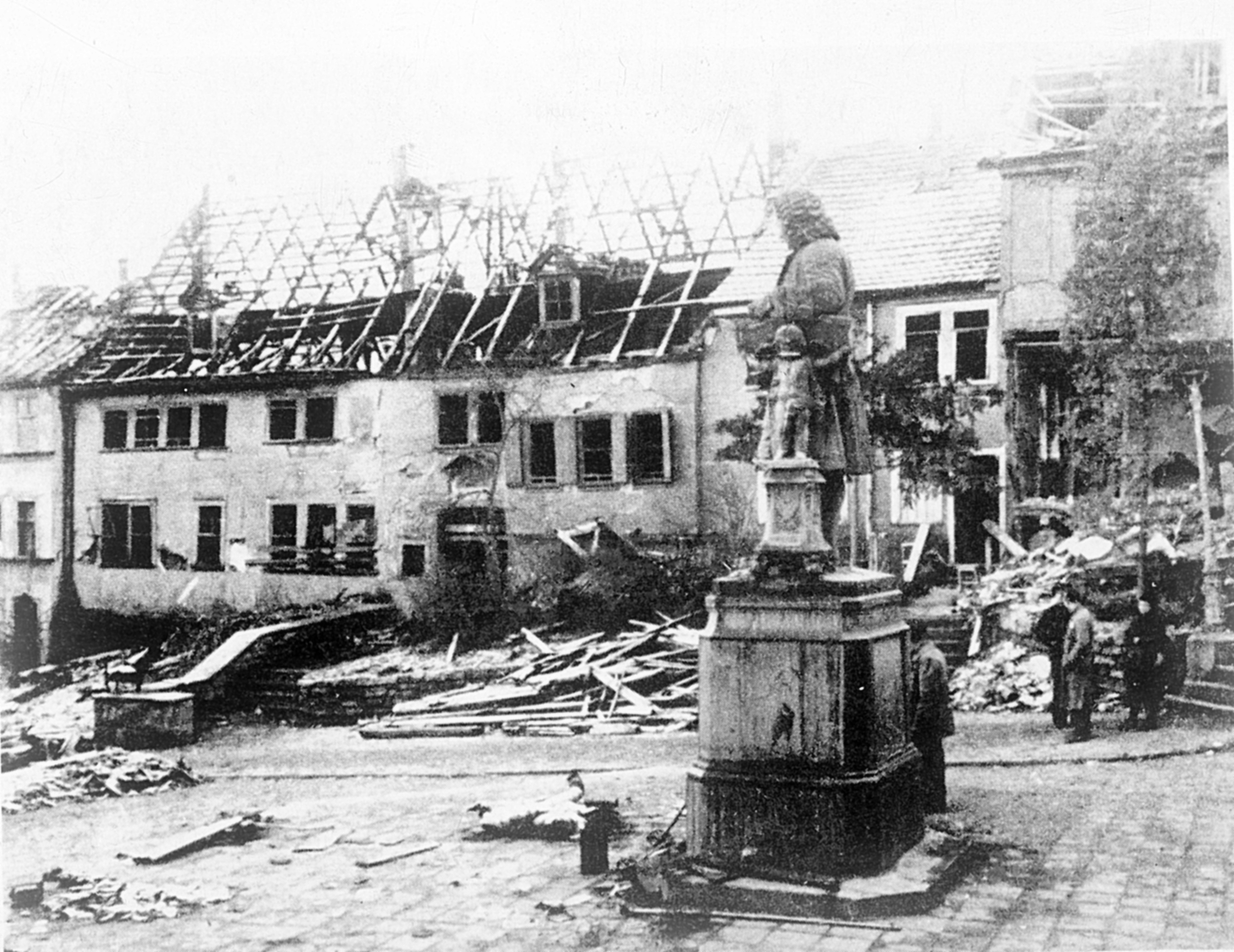
Bachhaus am 6. April 1945

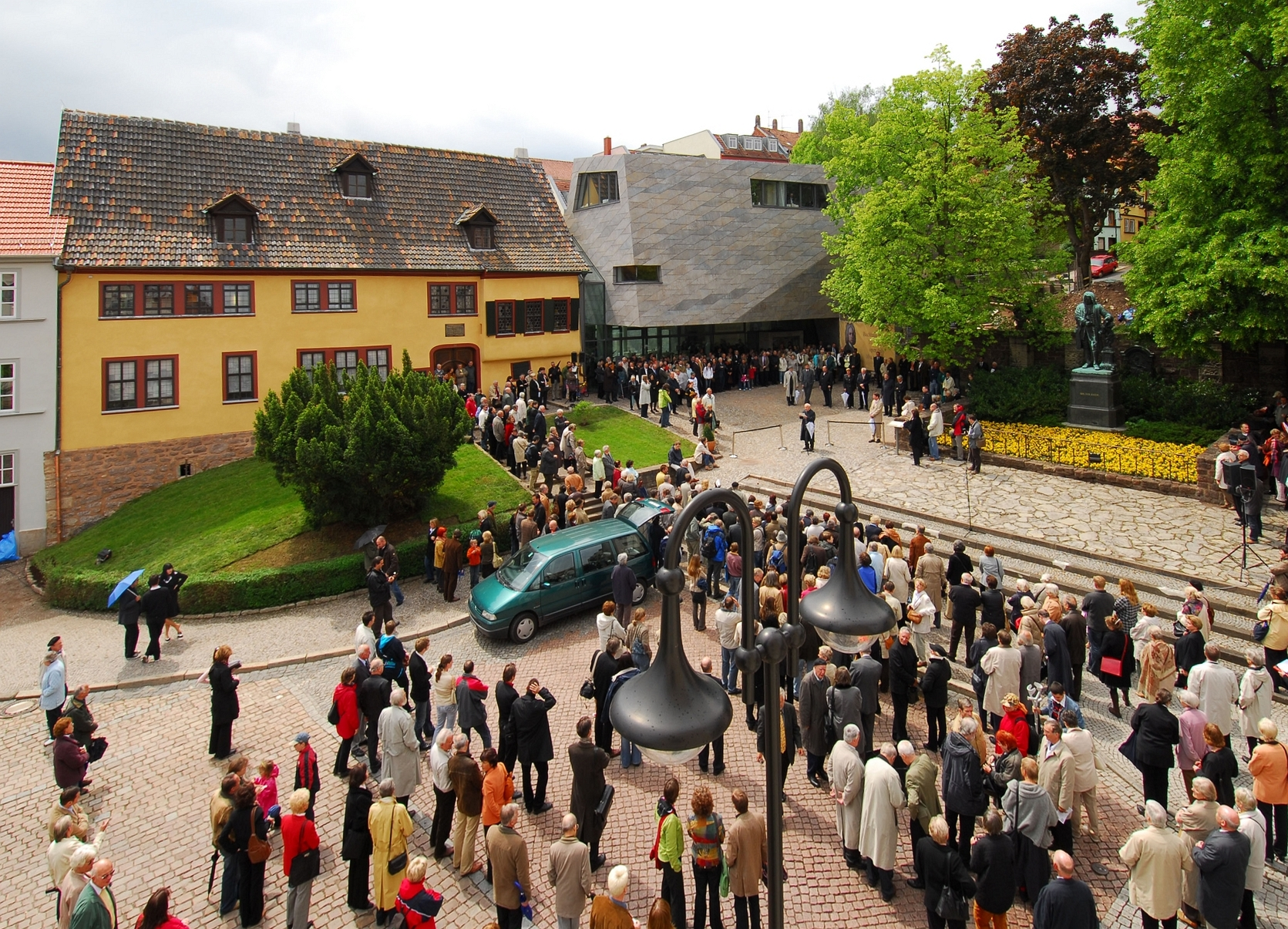
Wiedereröffnung am 17. Mai 2007

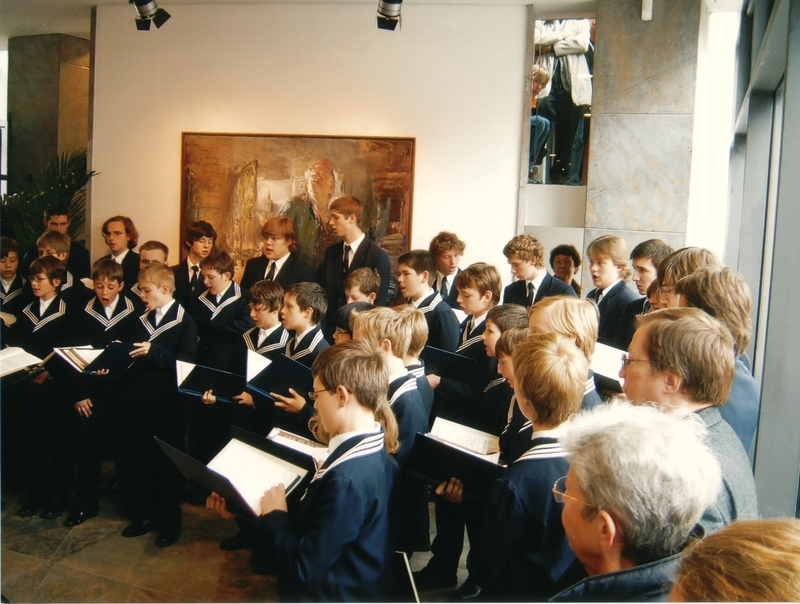
Der Thomanerchor sang am 17. Mai 2007 im neuen Foyer

### 1456 bis 1800
Das historische Bachhaus zählt zu den beiden ältesten erhaltenen Wohnhäusern Eisenachs. Es bestand ursprünglich aus zwei Gebäuden, von denen der östliche Teil des Hauses 1456 und der westliche 1458 errichtet wurden; um 1611 wurden beide Teile des jetzigen Hauses verbunden. Zur Zeit von Bachs Geburt 1685 stand das Haus im Eigentum des Rektors der Lateinschule Heinrich Börstelmann, der es jedoch nicht selbst bewohnte, sondern vermietet hatte. Zwischen 1746 und 1779 lebte im Bachhaus die Familie von Caroline Amalie Rausch geb. Bach, die Tochter von Bachs Urgroßcousin und Freund Johann Bernhard Bach und die Schwester des Eisenacher Hofkapellmeisters und Bach-Schülers Johann Ernst Bach. Wie bei Ackerbürgerhäusern üblich, wurde das Erdgeschoss ursprünglich nebenberuflich landwirtschaftlich genutzt: Der heutige Instrumentensaal dürfte als Scheune gedient haben, der heutige Barockgarten hinter dem Haus als Gemüsegarten und als Viehweide. An diese landwirtschaftliche Nutzung erinnert im Museum heute eine im Bachhaus-Garten gefundene Kuhglocke von 1688. Ein freigelegtes, bauzeitliches und bereits damals teilverglastes Fenster und die heute als Componir-Stube eingerichtete, unter dem Putz mit Holzbohlen gedämmte Bohlenstube belegen im Museum die frühere Wohnnutzung des Obergeschosses durch ein wohlhabendes Bürgertum.

### 1800 bis 1900
Mit der u. a. durch Felix Mendelssohn und Robert Schumann angestoßenen Bach-Renaissance begann eine Suche nach biographischen Zeugnissen und auch nach der Geburtsstätte des Komponisten. 1857 befragte der Bach-Biograph Karl Hermann Bitter hierzu die noch in Eisenach lebenden Nachkommen von Johann Bernhard Bach und bestimmte aufgrund der erhaltenen Auskünfte das Haus Frauenplan Nr. 21 als Geburtshaus. Seit 1868 weist eine vom Eisenacher Musikverein am Haus angebrachte Gedenktafel mit der Inschrift Johann Sebastian Bach wurde am 21. März 1685 in diesem Hause geboren das Haus öffentlich als Geburtshaus Johann Sebastian Bachs aus. Hierfür existieren jedoch bis heute keine weiteren Belege. Der Irrtum in der mündlichen Überlieferung entstand möglicherweise durch den belegten, allerdings erst zur Mitte des 18. Jahrhunderts erfolgten Einzug von Mitgliedern der Eisenacher Bach-Familie in das Haus.

### 1900 bis 2000
Die 1900 gegründete Leipziger Neue Bachgesellschaft hatte ursprünglich beabsichtigt, das erste Bach-Museum in der Leipziger Thomasschule einzurichten, in welcher Johann Sebastian Bach mit seiner Familie von 1723 bis zu seinem Tod 1750 als Thomaskantor lebte und wirkte. Diese wurde jedoch 1902 gegen den Protest der Bachgesellschaft durch die Stadt Leipzig abgerissen. Die Eingangstür zur Wohnung Johann Sebastian Bachs in der Thomasschule wurde durch den Musiklehrer der Thomasschule Bernhard Friedrich Richter, dem Sohn des früheren Thomaskantors Ernst Friedrich Richter, mit einigen anderen Erinnerungsstücken vor der Zerstörung bewahrt und nach der Eröffnung des Eisenacher Bach-Museums diesem übergeben. Seit der Neueröffnung des Museums 2007 markiert diese Tür den Eingang in die Ausstellung.
Mit Vertrag vom 15. Mai 1905 erwarb die Leipziger Neue Bachgesellschaft das damals ebenfalls vom Abbruch bedrohte Haus Frauenplan Nr. 21, um nunmehr in Johann Sebastian Bachs vermeintlichem Geburtshaus das weltweit erste Bach-Museum zu eröffnen. Der Ankauf wurde von zahlreichen Förderern unterstützt. Darunter waren neben dem Weimarer Großherzog der Komponist und Violinist Joseph Joachim, der Thomaskantor Gustav Schreck, der Direktor der Sing-Akademie zu Berlin Georg Schumann und die Leipziger Musikverlage Breitkopf & Härtel und C. F. Peters. Am 27. Mai 1907 wurde das Museum feierlich eröffnet. Zur Eröffnung konzertierten unter anderem der Leipziger Thomanerchor unter Thomaskantor Gustav Schreck, die Großherzogliche Hofkapelle in Weimar unter Georg Schumann, Joseph Joachim und der Pianist Ernst von Dohnányi.
Als der Eisenacher Hobbyhistoriker Fritz Rollberg 1928 bei seiner Recherche in Steuerbelegen herausfand, dass Ambrosius Bach 1674 ein anderes Haus in Eisenach erworben hatte und hierfür bis zu seinem Tod 1695 Steuern zahlte, war das Bachhaus längst als weltweit bekannte Bach-Gedenkstätte etabliert. Bei der Restaurierung des Hauses in den Jahren 1972–1973 wurde die Gedenktafel am Haus im Museumsarchiv eingelagert; bei der erneuten Restaurierung des Hauses Anfang 2007 kehrte sie an ihren ursprünglichen Platz zurück. Auf den historischen Irrtum wird heute im Museum durch die Ausstellung einer der von Rollberg 1928 aufgefundenen Steuerakten hingewiesen.
Ein Luftangriff am 23. November 1944 sowie der Artilleriebeschuss der Stadt durch die heranziehenden amerikanischen Truppen in der Nacht vom 5. zum 6. April 1945 beschädigten insbesondere den Dachstuhl des Gebäudes. Am 29. April 1945 befahl der amerikanische Stadtkommandant Lt. Col. Knut Hansston die sofortige Wiederherstellung des Hauses. Ein Jahr später, am 22. Juni 1946, befahl die Sowjetische Militäradministration (SMA), die Bach-Museen in Arnstadt und Eisenach wiederzueröffnen und bestätigte den damaligen Bachhaus-Direktor Conrad Freyse in seinem Amt.
Bereits 1911 wurde das Museum auf das angrenzende gründerzeitliche Gebäude Frauenplan Nr. 19 erweitert. 1973 wurde das Museum mit Mitteln des DDR-Ministeriums für Kultur und des Kulturfonds der DDR umfassend neugestaltet. Mit der Erneuerung im Jahr 1973 erweiterte sich das Museum auf das westliche Haus Frauenplan Nr. 21a. Aufgrund der Trägerschaft durch einen gesamtdeutschen privaten Verein wurde das Bachhaus nicht – wie etwa das 1950 errichtete Bach-Archiv Leipzig, zu dem ab 1984 ebenfalls ein Bach-Museum gehörte – in das 1979 gegründete Kombinat Nationale Forschungs- und Gedenkstätten Johann Sebastian Bach eingegliedert. Der ansteigende Besucherverkehr mit zeitweise mehr als 130.000 Besuchern jährlich führte ab 1980 zur Einbeziehung auch des Gebäudes Frauenplan Nr. 23 in das Museum.

### 2000 bis heute

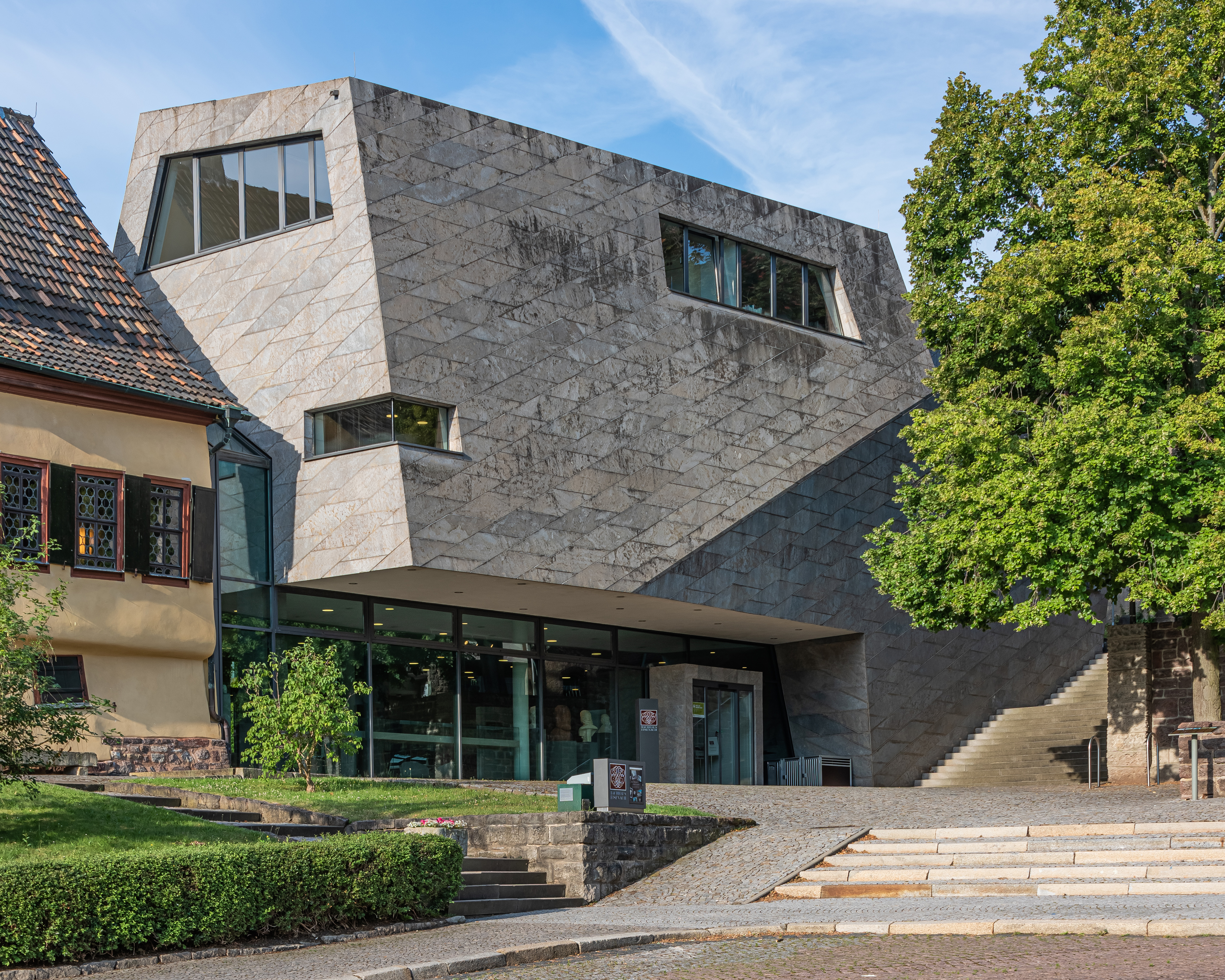
Der Neubau des Museums

Von 2005 bis 2007 erfolgten ein Neubau am Bachhaus, die Restaurierung sämtlicher Bauten und die vollständige Erneuerung der ständigen Ausstellung. Die Baumaßnahme wurde durch den Freistaat Thüringen, die Bundesrepublik Deutschland und die Europäische Union mit 4,3 Mio. Euro gefördert. Zuvor hatte die Neue Bachgesellschaft mit Spenden ihrer Vereinsmitglieder auch die angrenzenden Grundstücke Frauenplan Nr. 21a und Frauenplan Nr. 23 erworben. Ein kleinerer Neubau im rückwärtigen (südlichen) Teil der Grundstücke wurde bereits 2001 errichtet, er enthält heute einen Raum für Museumspädagogik und eine öffentliche Bibliothek. Der zur Vorbereitung der Neubebauung 2000 und 2001 erfolgte Abriss der Nachbargebäude auf den westlich vom Bachhaus, zum Frauenplan hin gelegenen Grundstück Frauenplan Nr. 21a und Nr. 23 war in Eisenach sehr umstritten, da hierdurch stark in das gewachsene bauliche Ensemble am Frauenplan eingegriffen wurde. Gleiches gilt für den schließlich realisierten skulpturalen Neubau am Bachhaus durch den Kasseler Architekten Berthold Penkhues, eines Schülers von Frank O. Gehry. Penkhues’ Entwurf hatte am 6. März 2003 eine Jury aus fünf Fach- und vier Sachpreisrichtern unter dem Vorsitz von Professor Jochem Jourdan unter 12 Entwürfen den 1. Preis eines anonymen Architektenwettbewerbs zuerkannt. Die Fassade besteht aus rautenförmigen Muschelkalk-Platten. Die neue Ausstellungsgestaltung stammt von Uwe R. Brückner vom Atelier Brückner Stuttgart.
Am 17. Mai 2007 wurde das neugestaltete Museum im Rahmen einer bis zum 27. Mai dauernden Festwoche zum 100-jährigen Jubiläum des Bachhauses wiedereröffnet. Am Tag der Wiedereröffnung konzertierte der Leipziger Thomanerchor unter Thomaskantor Georg Christoph Biller im neuen Foyer des Museums.

## Übersicht

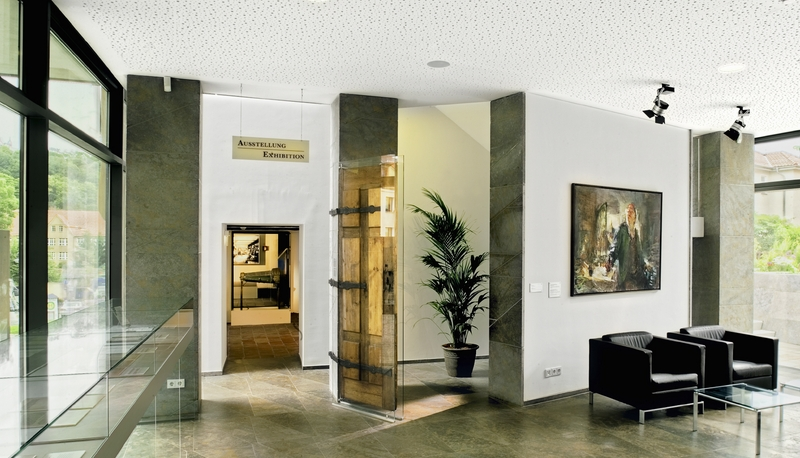
Foyer mit Thomasschultür und Bachgemälde von Johannes Heisig

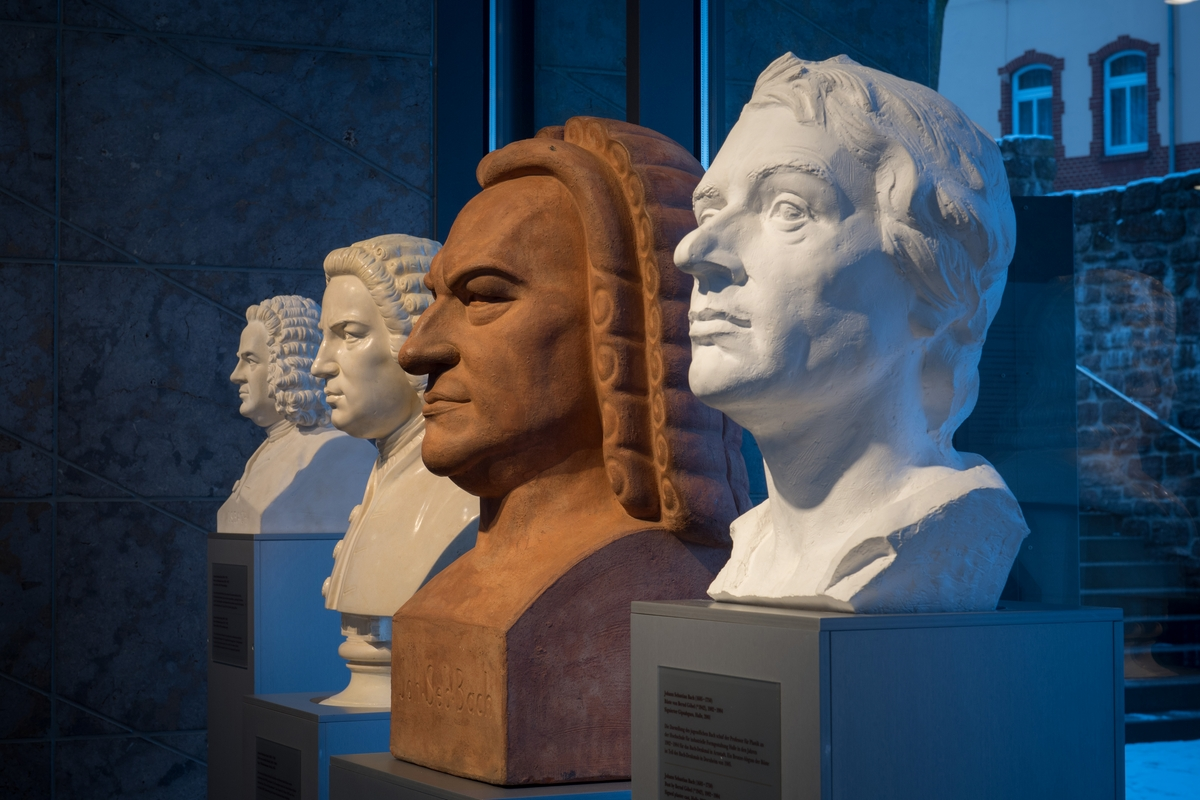
Bach-Büsten von Knaur, Micheli, Cotta und Göbel

Der Eingang zum Museum befindet sich heute am Neubau. Der Rundgang führt vom Foyer des Neubaus über das Erdgeschoss des historischen Bachhauses und den Instrumentensaal bzw. den Bachhaus-Garten in die Sonderausstellungsräume im östlichen Nachbargebäude Frauenplan 19. Über die Ausstellungsräume im Obergeschoss des Bachhauses (Schwerpunkt ist Bachs Biographie) gelangt man in einen großen Ausstellungsraum im Obergeschoss des westlichen Neubaus (Schwerpunkt ist Bachs Musik). Von dort führt ein Treppenabgang zurück in das Foyer. Die Ausstellung zeigt mehr als 250 Originalexponate auf 600 Quadratmetern.
Im Foyer befindet sich neben der Kasse, dem Souvenirshop und dem Museumscafé eine kleine Ausstellung zur Geschichte der Trägerin des Museums, der Leipziger Neuen Bachgesellschaft. Daneben führt seit 2018 unter dem Titel Bach-Typen eine Ausstellung in die Geschichte von Bach-Darstellungen ein. Gezeigt werden die Bach-Büsten von Hermann Knaur (1843), Aurelio Micheli (1874), Emma Cotta (1925), Bernd Göbel (1985) und Luigi Colani (1985), weiter eine Eichenholz-Skulptur von Gerhard Kurt Müller (1981–1984), welche für das 1985 eröffnete Bach-Museum Leipzig entstand, dort aber als „zu traurig“ abgelehnt wurde. Besondere Aufmerksamkeit verdient das 160 × 120 Zentimeter große Bach-Gemälde von Johannes Heisig (Dir, dir Jehova will ich singen (zu Bach). Mischtechnik auf Leinwand, 2004), das Bach in seiner „Componir-Stube“ darstellt. Heisig war 2004 Stadtgast in Eisenach.
In das historische Bachhaus gelangt man von hier durch eine gläserne Fuge an der Ostseite des Foyers. Den Übergang markiert die originale Eingangstür zu Bachs Wohnung in der Leipziger Thomasschule, durch die Bach, seine Familie, Freunde und Schüler 27 Jahre lang schritten. Eine Plakette erinnert an Joseph Joachim, der am 27. Mai 1907 als erster das damals neu eröffnete Museum betreten durfte.

## Ausstellung im historischen Bachhaus

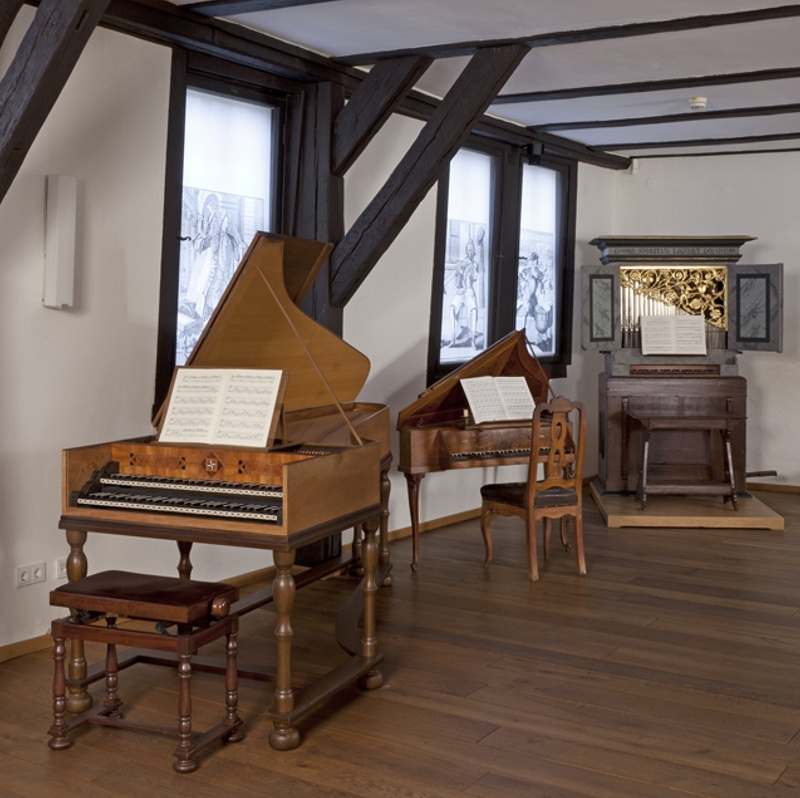
Der Instrumentensaal

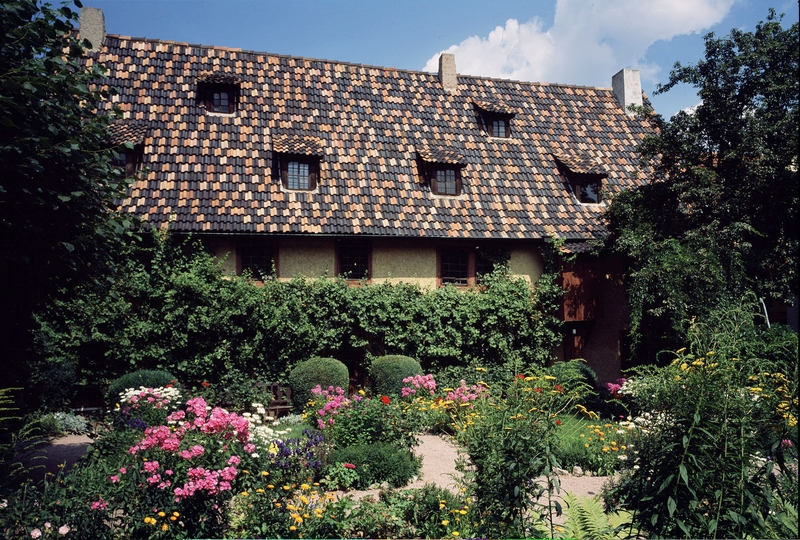
Der Bachhaus-Garten

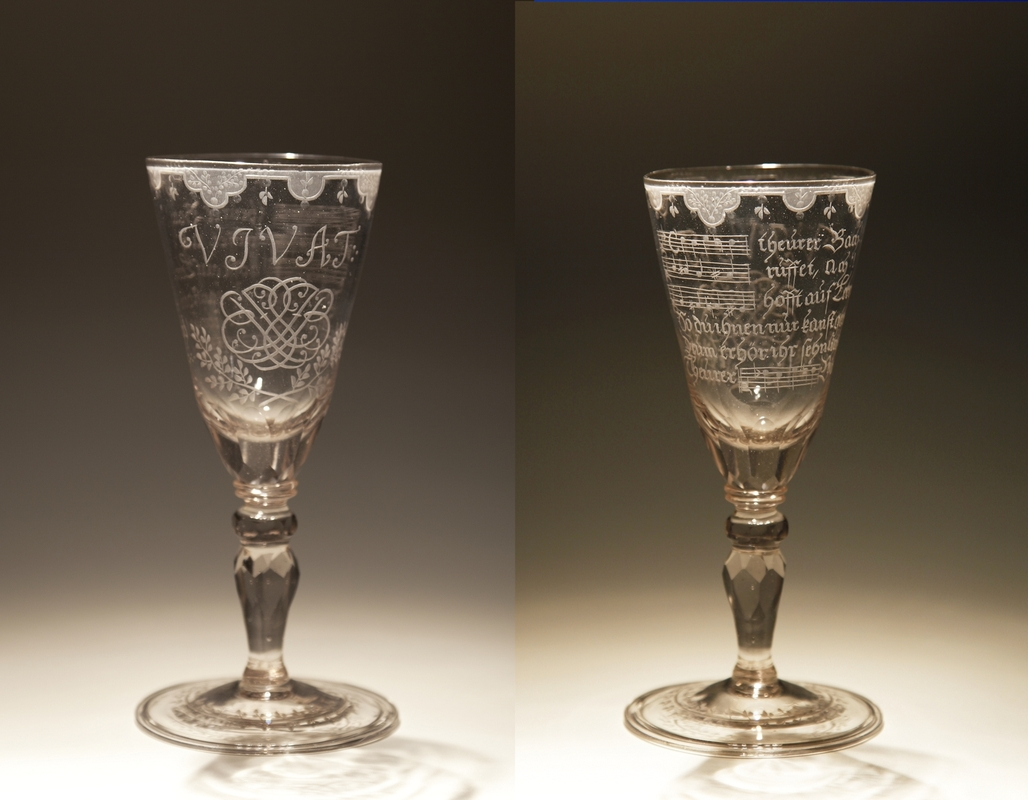
Der Bach-Pokal im Bachhaus

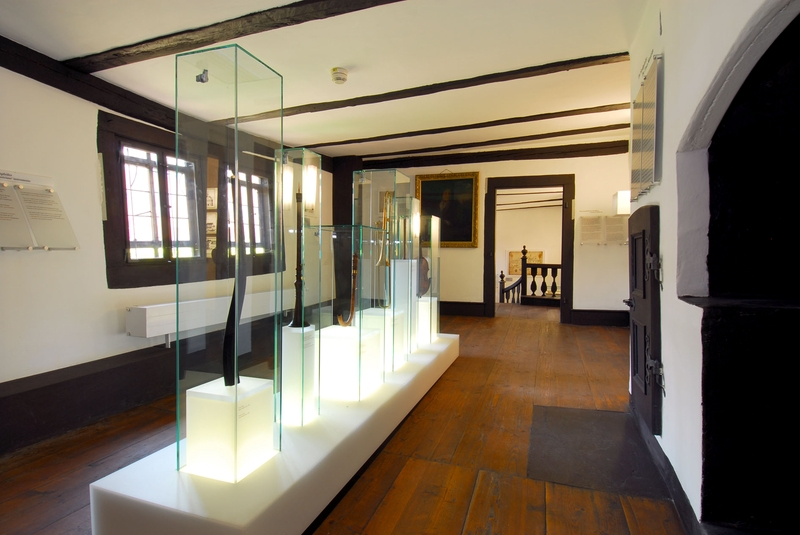
Stadtpfeiferraum im Bachhaus

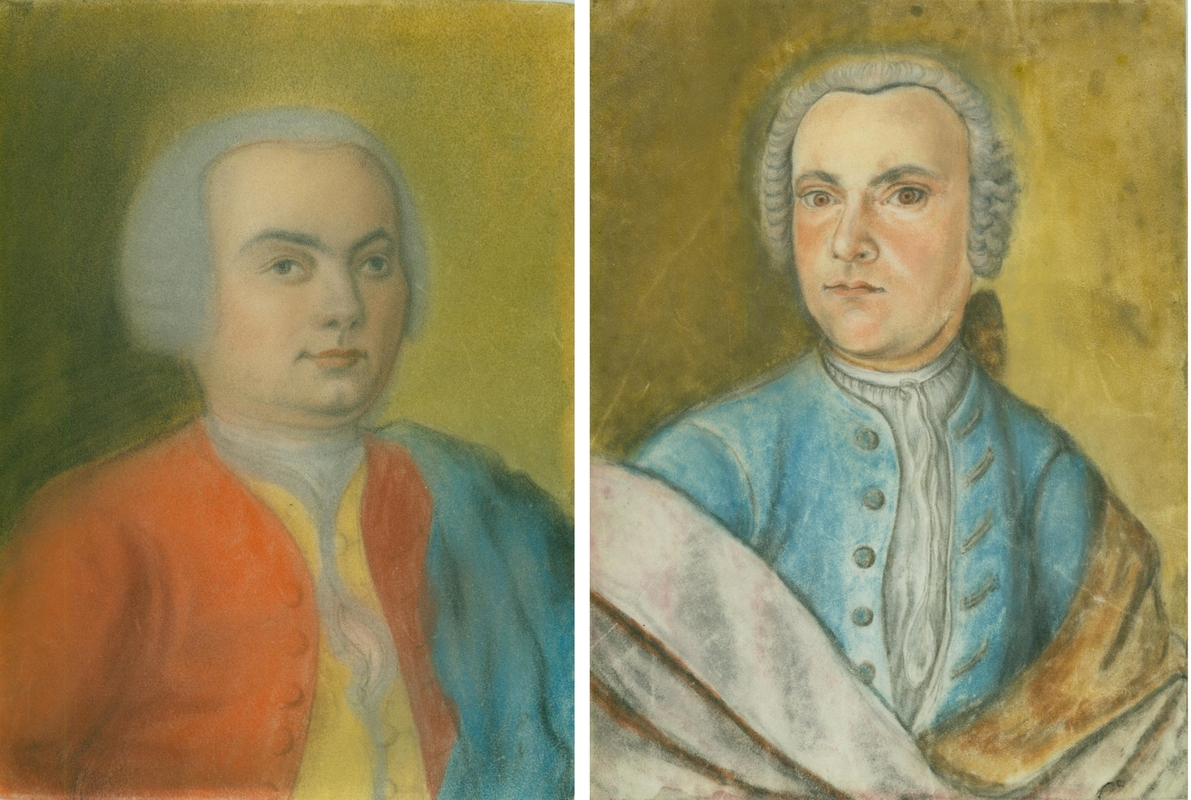
Kinderpastelle von Carl Philipp Emanuel und Wilhelm Friedemann Bach

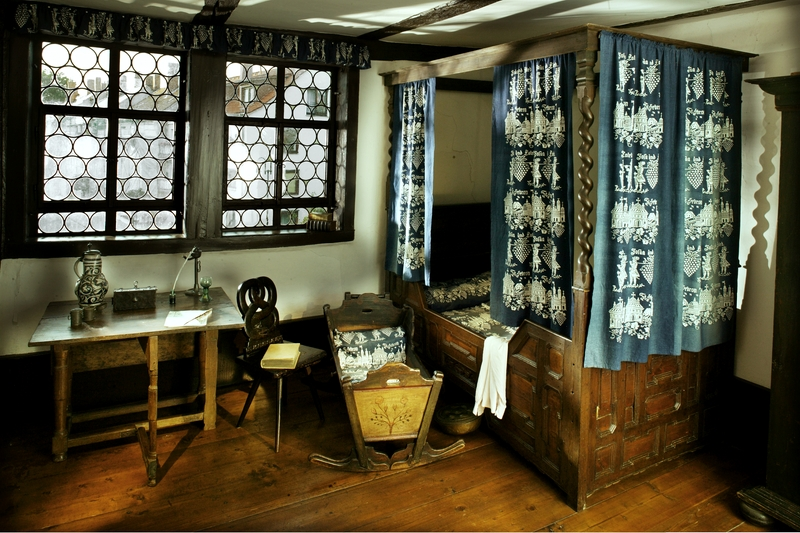
Das Schlafzimmer

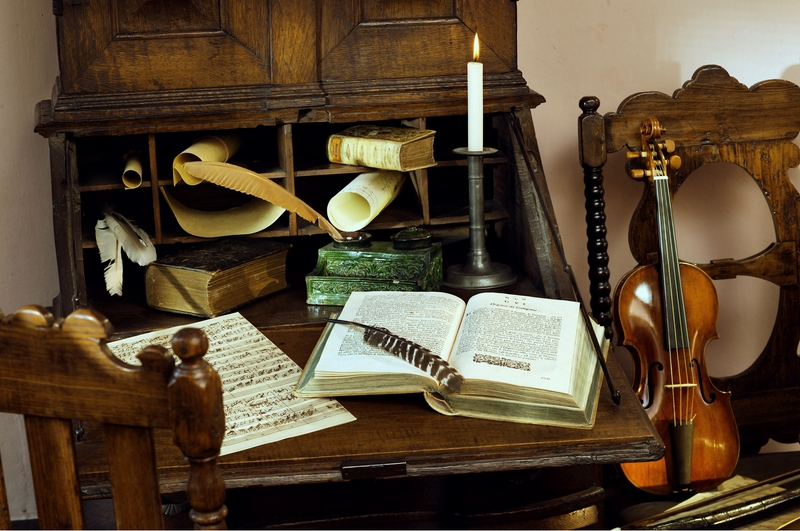
Componir-Stube im Bachhaus

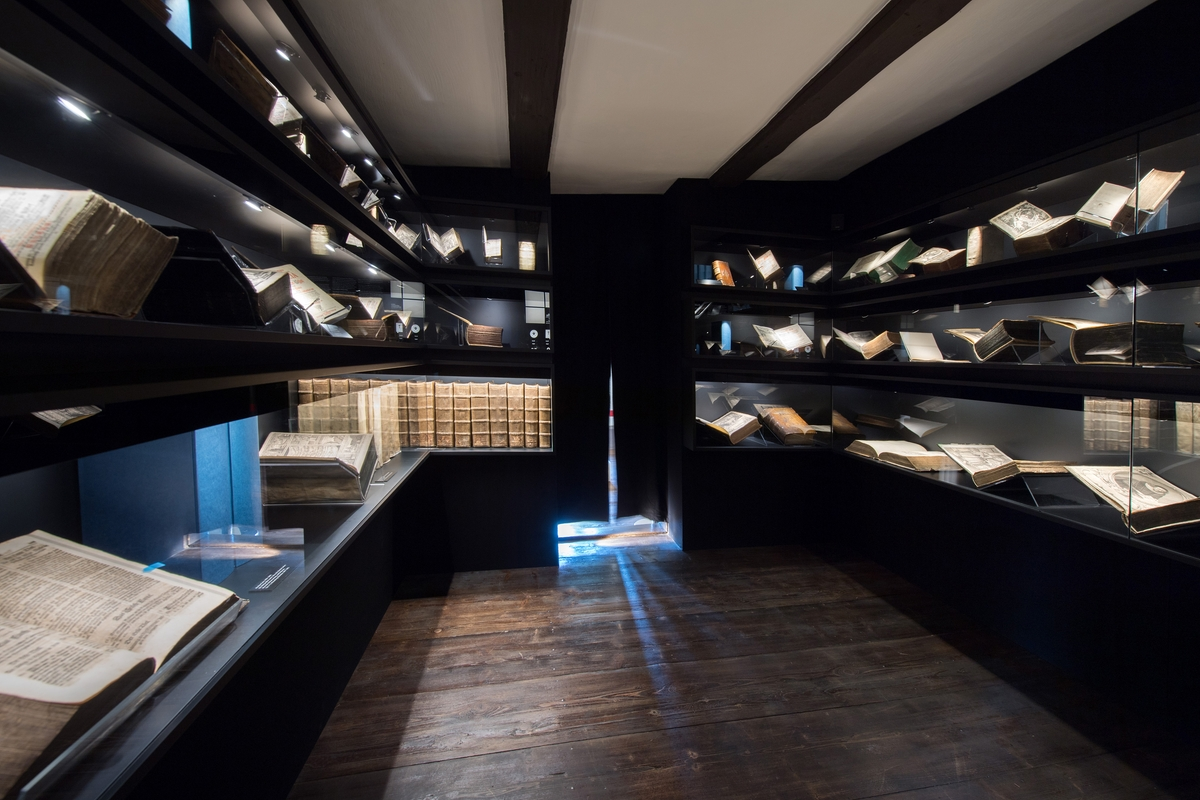
Bachs theologische Bibliothek im Bachhaus

### Foyer
Vom Neubau kommend betritt man zunächst das Foyer des alten Bachhauses. Die niedrigen Eingangsräume dürften im 15. und 16. Jahrhundert als Ställe gedient haben. Ausgestellt sind Objekte zur Hausgeschichte (u. a. eine Eisenacher Steuerakte von 1694 bis 1695, welche die Zahlung von Armensteuer durch Bachs Vater Ambrosius für ein Haus in der Fleischgaß belegt) sowie Instrumenten-Kuriosa. Zu diesen zählen eine Glasharmonika von ca. 1775, die aus dem Besitz von Friedrich Schleiermacher stammen soll, und eine Trompetengeige von 1717 (Violine mit eingebauter Naturtrompete) – zwei solcher Instrumente standen Bach in seiner Zeit in Köthen 1717–1723 zur Verfügung. Bei der vergoldeten Bach-Statue handelt es sich um einen 1903 durch den Bildhauer Carl Seffner gefertigten Entwurf für das 1908 errichtete Leipziger Bach-Denkmal.

### Instrumentensaal
Der Instrumentensaal zeigt mit 28 weitgehend originalen barocken Instrumenten einen Ausschnitt aus der ca. 400 Musikinstrumente umfassenden Sammlung des Museums. Die Sammlung beruht in ihrem Kern auf einer Schenkung des Leipziger Instrumentenhändlers Paul de Wit (1907, vier Instrumente) und einer Schenkung aus dem Nachlass des Musikwissenschaftlers und Sammlers Aloys Obrist (1910, 164 Instrumente). Besonders bemerkenswert sind drei Streichinstrumente: eine siebensaitige Gambe (Leipzig 1725, gebaut von dem mit Bach befreundeten Instrumentenbauer Johann Christian Hoffmann), ein fünfsaitiges Violoncello piccolo (Nordböhmen, ca. 1750) und eine Viola d’amore mit sechs Spielsaiten und sechs Resonanzsaiten (Wien, um 1700).

#### Stündliche Konzerte
Seit 1973 werden Tasteninstrumente in einem kleinen, ca. 20-minütigen Konzert stündlich den Besuchern vorgeführt. Zu den heute vorgeführten Instrumenten zählen zwei Orgelpositive (Schweiz, ca. 1750 und Thüringen, ca. 1650), ein gebundenes Clavichord (um 1770), ein Spinett (Johann Heinrich Silbermann (ein Neffe von Bachs Freund Gottfried Silbermann), Straßburg, 1765) und die Kopie eines Cembalos von Johann Heinrich Harrass (Breitenbach/Thüringen, 1705). Die Orgeln werden nicht elektrisch betrieben. Während das Schweizer Orgelpositiv vom Spieler mittels eines Trethebels mit Wind versorgt wird, muss sich beim Thüringer Orgelpositiv immer ein Besucher bereitfinden, den Balg zu treten. Dieses Instrument ist das älteste bekannte erhaltene thüringische Orgelpositiv und hatte ab 1714 als Kirchenorgel in Kleinschwabhausen gedient; damals war Bach Hoforganist im 15 Kilometer entfernten Weimar. Der mit Bach befreundete Hoforgelmacher Heinrich Nicolaus Trebs setzte die Orgel 1724 und 1740 instand. Bachs Schüler und Nachfolger als Hoforganist Johann Caspar Vogler prüfte sie 1738, 1740 und 1744. Im Museum wird daher vermutet, dass Bach das Instrument ebenfalls kannte.

### Bachhaus-Garten
Die Gestaltung des Bachhaus-Gartens als Barockgarten datiert von 1907. Zur Barockzeit diente er wahrscheinlich als Gemüse- und Obstgarten bzw. als Viehweide. Heute handelt es sich um ein geschütztes innerstädtisches Gartendenkmal. Original ist die Lage des Brunnens. Vom Bachhaus-Garten sieht man unmittelbar gegenüberliegend das Haus Rittergasse Nr. 11, in dem Bachs Vater Johann Ambrosius Bach von 1671 bis 1674 zur Miete wohnte. Vom Bachhaus-Garten führt an der Ostseite ein Eingang in die Sonderausstellungsräume sowie weiter in die ständige Ausstellung in den Obergeschossen.

### „Bachs Lebensstationen“, Bach-Pokal
Der erste Raum im Obergeschoss des historischen Bachhauses stellt Bachs musikalische Lebensstationen vor (Ohrdruf/Lüneburg, Arnstadt, Mühlhausen, Weimar, Köthen, Leipzig). Die einzelnen Stationen werden illustriert durch Abbildungen jeweils des Orts, einer Persönlichkeit, mit welcher Bach dort in Beziehung stand, sowie mit je einem Objekt. So steht ein alter Herrenschuh des 17. Jahrhunderts für Bachs Wanderung von Ohrdruf nach Lüneburg und ein Chorist-Fagott, gekreuzt von einem Promenierdegen illustriert, wie sich Bach in Arnstadt mit dem Degen gegen einen älteren Fagott-Schüler zur Wehr setzen musste. Ein Vorhängeschloss erinnert an Bachs vierwöchige Haft in Weimar und ein Zahlbrett mit Münzen (darunter ein kursächsischer Taler von 1715) an Bachs guten Verdienst, aber auch die Geldnot seines Dienstherrn Fürst Leopold in Köthen. Für Leipzig ist das originale, 1732 gedruckte Textheft der Kantate Froher Tag, verlangte Stunden ausgestellt. Bach führte die Kantate in diesem Jahr zur Wiedereröffnung der Thomasschule nach umfänglichen Renovierungsarbeiten auf. Die Musik des Eingangschors verwendete er später erneut für das Himmelfahrtsoratorium (BWV 11, Lobet Gott in seinen Reichen). Der Bereich endet mit der Erörterung von Bachs Augenoperation durch den fahrenden Augenarzt John Taylor im Frühjahr 1750 – ausgestellt ist hier die so genannte Bachbrille.
Das rätselhafteste in diesem Raum ausgestellte Objekt ist der Bach-Pokal, einer von sehr wenigen erhaltenen Haushaltsgegenständen aus Bachs Besitz. Er trägt auf der Vorderseite ein verschlungenes Doppelmonogramm JSB. Einige der Buchstabenenden besitzen punktförmige Verdickungen. Insgesamt sind es 14 solcher Punkte – 14 ist nach dem Zahlenalphabet die Bach-Zahl (B+A+C+H = 2+1+3+8 = 14). Auf der Rückseite befindet sich ein Widmungsgedicht, das mit Bachs Namen in Notenschrift spielt („b-a-c-h theurer Bach / g-gis-f-fis ruffet, ach! / e-dis-d-cis hofft auf Leben, / So du ihnen nur kannst geben. / Drum erhör ihr sehnlich ach! / Theurer b-a-c-h Bach.“). Die Umstände, unter denen Bach den Pokal erhielt, sind ungeklärt: Früher wurde ein Geschenk zu Bachs Ernennung zum Königlich-Polnischen Kurfürstlich-Sächsischen Hof-Compositeur im Jahr 1736 vermutet, Hinweise in dem Notengedicht lassen dagegen ein Geschenk von Bachs Schülern Johann Tobias Krebs und Johann Ludwig Krebs zu Bachs 50. Geburtstag im Jahr 1735 wahrscheinlicher erscheinen.

### Stadtpfeiferraum
Der angrenzende Raum widmet sich den Eisenacher Stadtpfeifern, den Aufgaben von Bachs Vater Ambrosius als Leiter der Stadtpfeiferei und Bachs Eisenacher Schulzeit. An einer Wand hängt eine von 1907 stammende Kopie des Ambrosius-Portraits von Johann David Herlicius (1690, das Original hängt als Leihgabe der Staatsbibliothek zu Berlin nunmehr im neuen Bach-Museum in Leipzig). In mittigen Vitrinen sind typische Stadtpfeiferinstrumente aufgestellt (eine Violine von 1575, sowie Zink, Pommer, Krummhorn, Alt-Posaune und Diskant-Blockflöte). Ein Choralbuch (Geistliches Gesangbuch von Melchior Vulpius, 1609) enthält mögliche Stadtpfeiferstücke. Faksimiles der im Stadtarchiv Eisenach aufbewahrten Schulunterlagen belegen die häufigen Fehlzeiten Bachs und anderer Schüler in der Quinta, den Schulbeginn morgens um 6 Uhr mit Unterricht in Martin Luthers Katechismus, außerdem Musikunterricht an vier Tagen pro Woche von 12 bis 13 Uhr. Besonders bemerkenswert ist das Eisenacher Gesangbuch von 1673, das zu Bachs Kindheit in der Kirche und im Schulunterricht gebraucht wurde.

### „Bachs Ehefrauen und Kinder“
Die Ausstellung im Flur zwischen den historischen Wohnräumen informiert über Bachs Ehefrauen und seine 20 Kinder. An Bachs erste Ehefrau Maria Barbara erinnert gegenständlich ein Spinnrad – in Bachs Hochzeits-Quodlibet (BWV 524) symbolisiert das Spinnrad den Ehebund und den Fleiß der Ehefrau. An Bachs zweite Ehefrau Anna Magdalena, die „eine große Liebhaberin von der Gärtnerey“ war, wird mit einem stets frischen Strauß gelber Nelken erinnert. Besondere Aufmerksamkeit verdienen die beiden im Original ausgestellten Jugend-Pastellbildnisse von Bachs Söhnen Wilhelm Friedemann und Carl Philipp Emanuel (gemalt von Nicolaus Ephraim Bach bzw. Gottlieb Friedrich Bach, ca. 1730).

### Die historischen Wohnräume
Drei weitere Räume im Obergeschoss des historischen Bachhauses (Schlafzimmer, Wohnstube und Küche) sind als historische Wohnräume ausgestattet. Ihre Einrichtung stammt aus dem 17. Jahrhundert und wurde – bis hin zu Türbeschlägen und Schlössern – im Jahr 1906 durch den Weimarer Hofantiquar Kahlert aus der Umgebung des Hauses und aus dem Raum Thüringen zusammengestellt. Die Wiege im Schlafzimmer ist eine Spende von Johanna von Hase, der Ehefrau von Oskar von Hase, dem Inhaber des Musikverlags Breitkopf & Härtel. Teile des Geschirrs in der Küche wurden bei Ausgrabungen im Bachhaus-Garten aufgefunden. Bei dem heute als Componir-Stube eingerichtete Wohnzimmer handelt es sich um eine so genannte Bohlenstube, deren Wände zur besseren Wärmedämmung zusätzlich mit Holzbohlen eingefasst sind. Seine Ausstattung stellt Bachs etwa gleich großes Musikzimmer in der Leipziger Thomasschule nach. Besonders bemerkenswert ist das hier ausgestellte Clavichord (gebaut von Christoph Dreßel, Leipzig, um 1680/90).

### Bachs theologische Bibliothek
In einem schwarz ausgekleideten Raum zwischen den historischen Wohnräumen befindet sich seit 2017 der Ausstellungsbereich Bachs innere Welt. Dieser Bereich enthält eine Rekonstruktion von Bachs theologischer Bibliothek auf der Grundlage von Bachs Nachlassverzeichnis, das seinen persönlichen Besitz von 52 theologischen Buchtiteln in 81 Bänden nachweist. Die Besucher können vier Hörspiele anwählen, zu denen die ausgestellten Bücher angeleuchtet und erläutert werden. Zum Thema „Bibel“ sind dies unter anderem die Bibelkommentare von Abraham Calov (1682) und Johannes Olearius (1678), Predigtsammlungen über die sonntäglichen Evangelien von Heinrich Müller und August Pfeiffer sowie das Reisebuch zur Heiligen Schrift (Itinerarium Sacrae Scripturae, Donat, Magdeburg 1592) von Heinrich Bünting. Zum Thema „Luther“ werden unter anderem die Jenaer sowie die Altenburger Luther-Ausgaben angeleuchtet, zum Thema „Mystik, Pietismus, Orthodoxie“ eine Sammlung von Predigten von Johannes Tauler, gedruckt 1522 in Basel, und zum Thema „Lieblingsbücher“ unter anderem Werke von Johann Jakob Rambach. Bei allen Büchern handelt es sich um Parallelexemplare, also die Titel in der gleichen Ausgabe, wie sie wahrscheinlich Johann Sebastian Bach besessen hat. Aus Bachs persönlichem Besitz ist von den im Nachlassverzeichnis aufgeführten Büchern nur seine mit zahlreichen Anmerkungen versehene Calov-Bibel erhalten, die vermutlich durch Auswanderer nach Amerika gelangte und die heute in der Concordia Seminary Library in St. Louis, Missouri aufbewahrt wird.

## Ausstellung im Bachhaus-Neubau

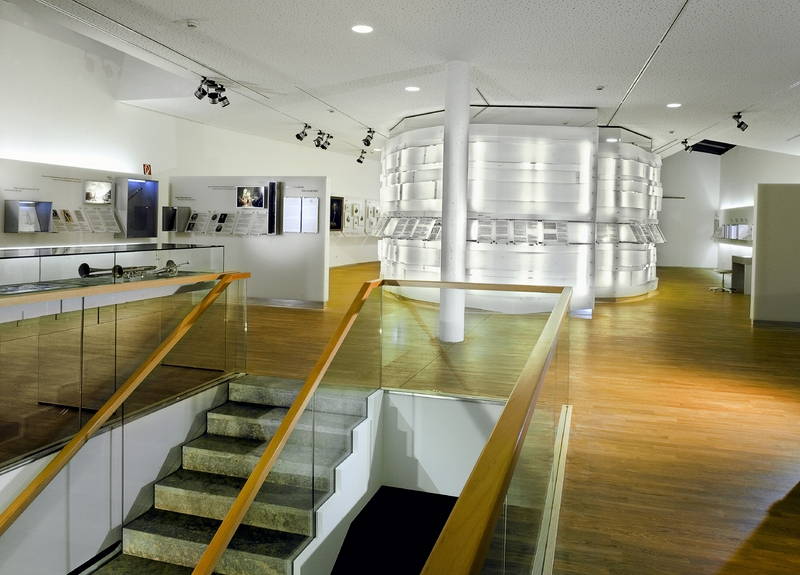
Bachhaus-Neubau mit „Begehbarem Musikstück“

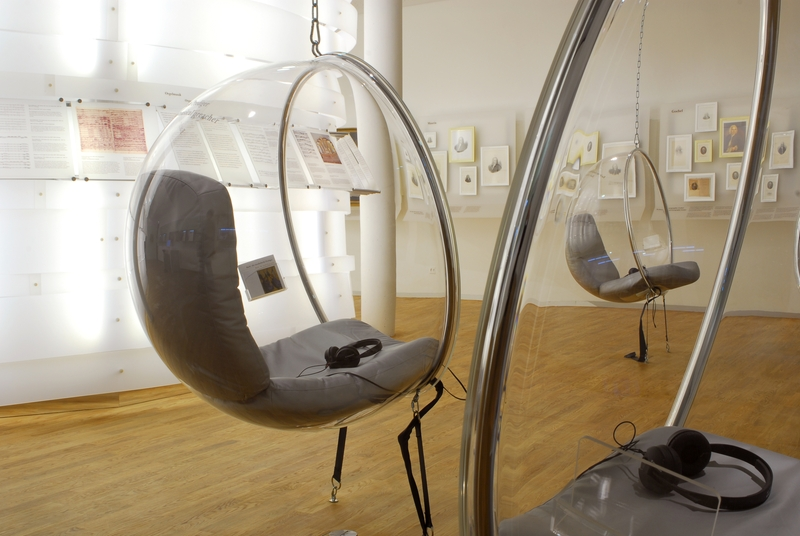
Bubble Chairs im Bachhaus

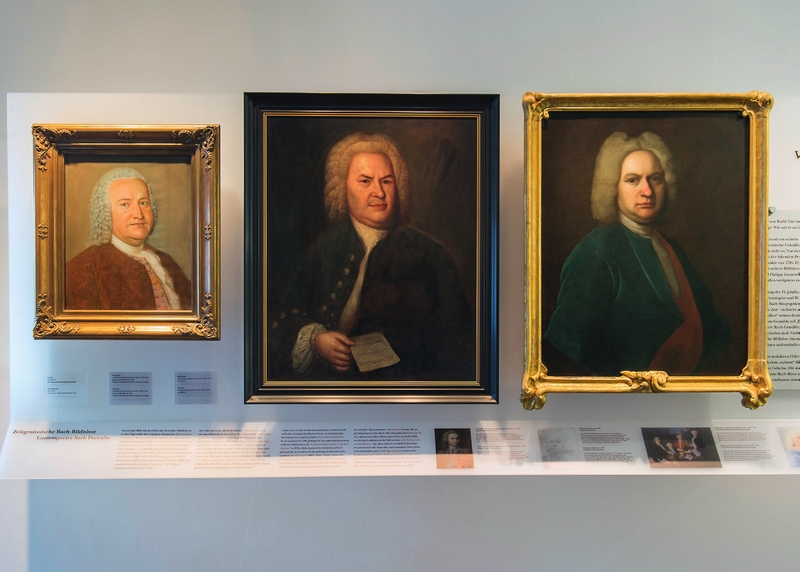
Bachgemälde im Bachhaus, 2014

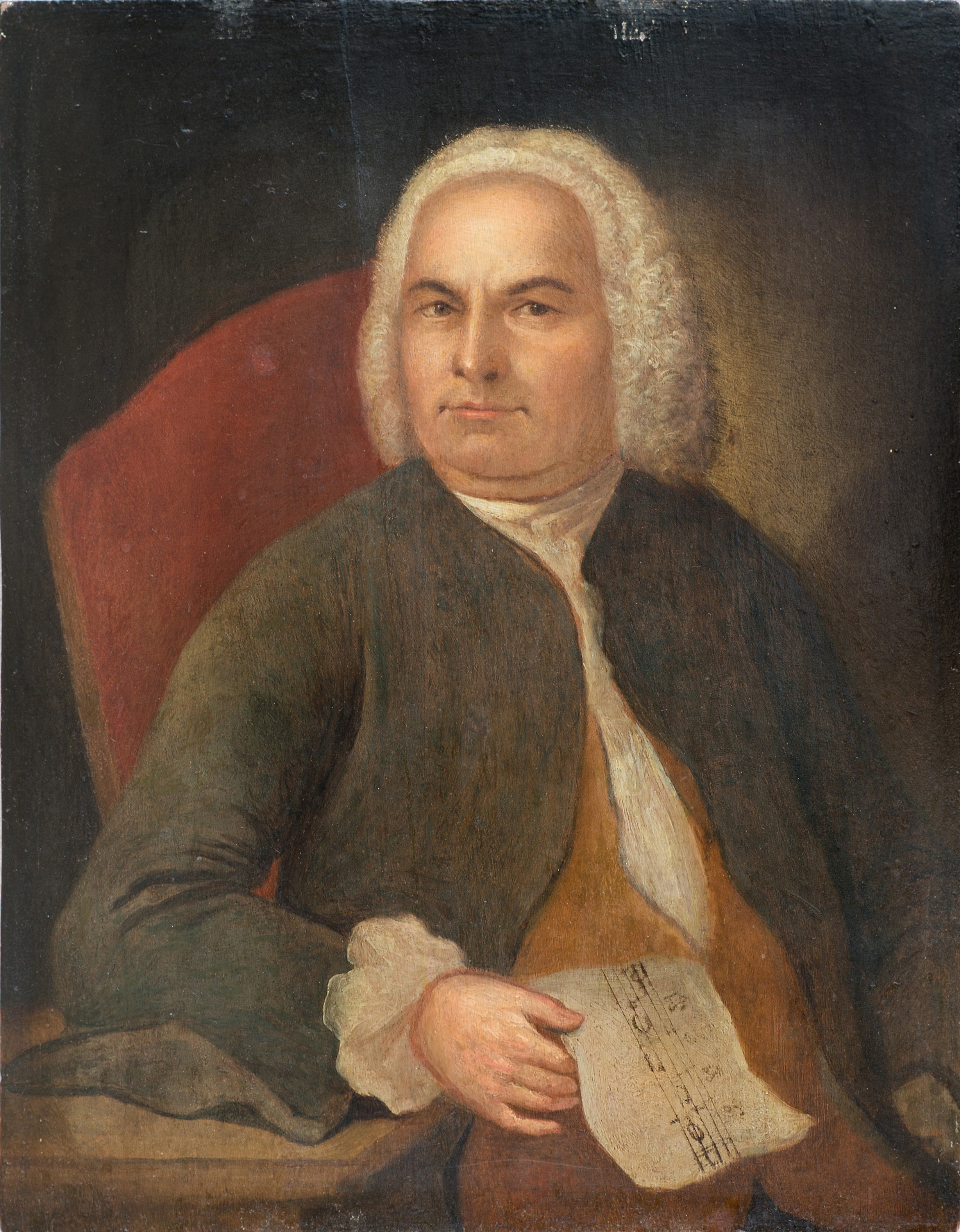
Bach-Bild von Gebel, vor 1798

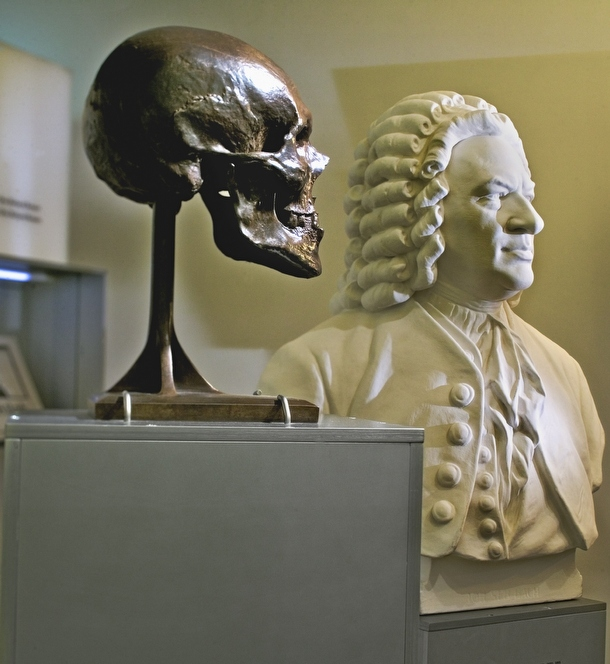
Bach-Schädel und -Büste im Bachhaus

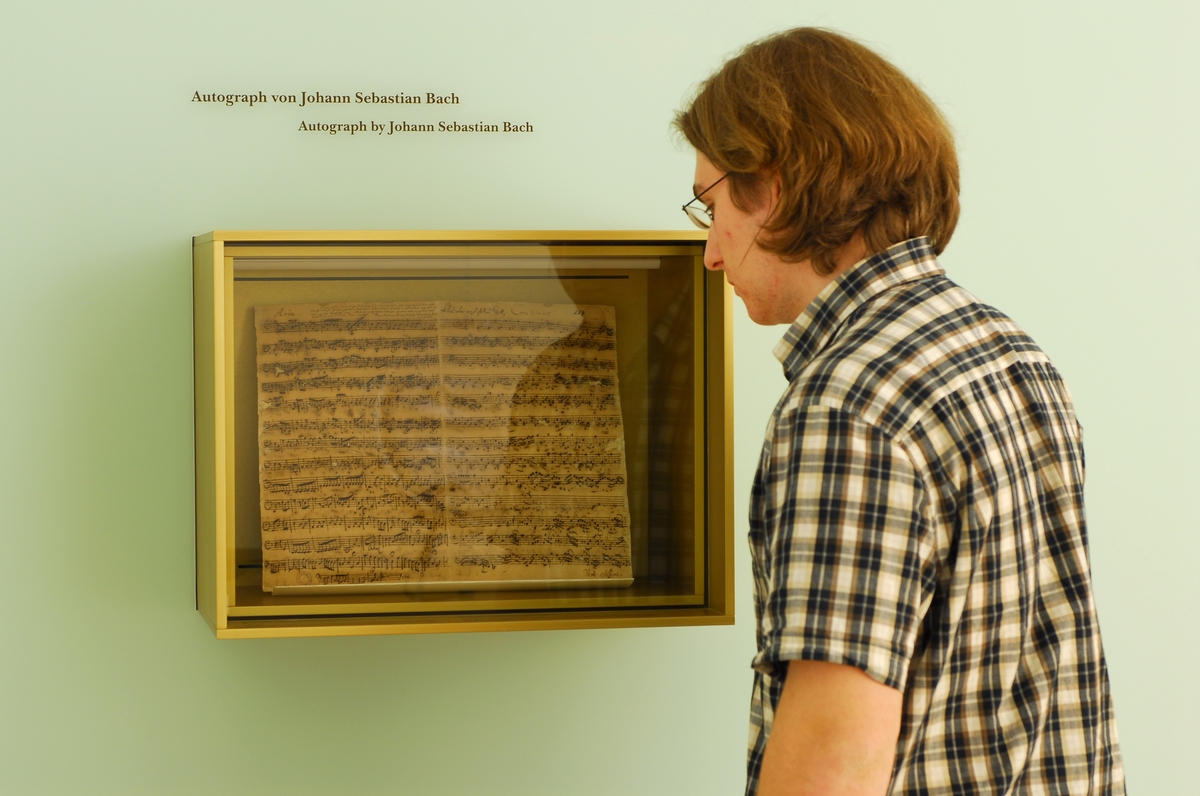
Notenautograph im Bachhaus

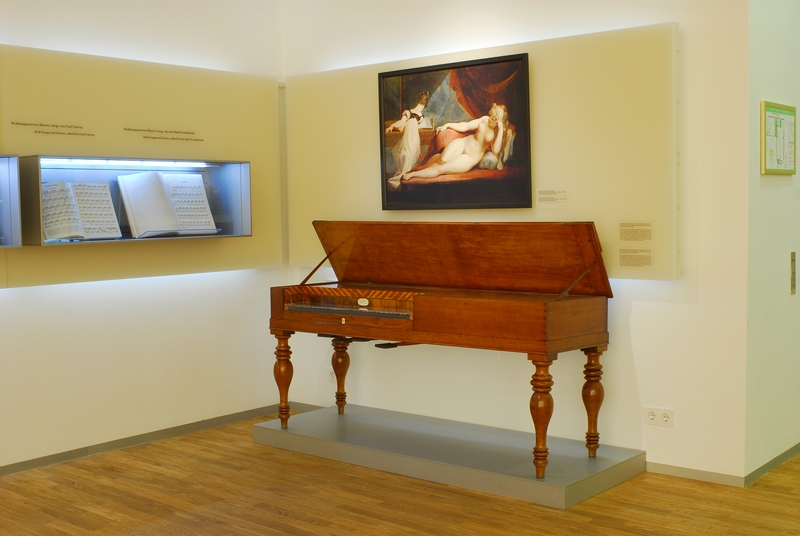
Clavecin Royal im Bachhaus

Über einen Durchgang in der Küche des historischen Bachhauses und die Treppe in der gläsernen Fuge zwischen beiden Gebäuden gelangt man in die Ausstellung im 2007 eröffneten Neubau. Der Ausstellungsraum im Neubau behandelt drei Themenkomplexe unter den Titeln Wie wir Bach sehen, Was wir von Bach wissen und Wie wir Bach spielen. Diese drei Themen sind um eine zentrale Raumskulptur, das Begehbare Musikstück, angeordnet.

### „Bubble Chairs“
Zunächst stößt der Besucher auf fünf hängende Sitzschalen, so genannte Bubble Chairs, die 1968 der finnische Designer Eero Aarnio entwarf. In den Bubble Chairs erklingen nach dem Hineinsetzen jeweils fünf verschiedene Werke Johann Sebastian Bachs. Es handelt sich um folgende Stücke:
- Bach – der komponierende Virtuose: Cembalokonzert A-Dur, 1. Satz Allegro (BWV 1055/1)
- Bach – der phantasievolle Perfektionist: Cello-Suite Nr. 1 G-Dur, 1. Satz Prélude (BWV 1007/1)
- Bach – der lebendige Lehrer: Goldberg-Variationen (BWV 988)
- Bach – der musikalische Prediger: Jesus bleibet meine Freude (BWV 147/10)
- Bach – der Verwandler und Neuschöpfer: Orchestersuite D-Dur, 2. Satz Air (BWV 1068/2)

Hinter den Bubble Chairs hängt ein zweites, ebenfalls 160 × 120 Zentimeter großes Bach-Gemälde von Johannes Heisig (So kämpfet nur, ihr muntern Töne (zu Bach). Mischtechnik auf Leinwand, 2004/2005), das Bach bei einer Kantatenaufführung mit seinen Thomanern in der Leipziger Thomaskirche darstellt. Das Gemälde entstand wie das im Foyer während Heisigs Aufenthalt als Stadtgast in Eisenach und wurde vom Museum 2017 aus Privatbesitz erworben.

### „Wie wir Bach sehen“
Der Bereich Wie wir Bach sehen behandelt die Bach-Ikonografie von zeitgenössischen Darstellungen bis heute. Eines der ausgestellten Originalgemälde ist das (zweifelhafte) Bach-Porträt von Johann Jacob Ihle, das ca. 1720 entstanden sein soll, ein weiteres ist das Pastell aus der Sammlung Manfred Gorke, das 1936 von Charles Sanford Terry als das aus Briefen Carl Philipp Emanuel Bachs bekannte Pastell-Porträt Bachs bestimmt wurde, heute jedoch ebenfalls zweifelhaft ist. Ausgestellt ist außerdem das frühe Bach-Gemälde von Gebel, das auf dem Titelblatt des ersten Jahrgangs der Allgemeinen Musikalischen Zeitung von 1798/99 abgebildet war. Von dem zweifellos authentischen Bach-Gemälde von Elias Gottlob Haussmann (1746) ist eine Kopie von 1910 ausgestellt, das Original befindet sich im Museum für Stadtgeschichte im Alten Rathaus in Leipzig.
Der Ausstellungsteil erklärt anhand von 39 Originalgrafiken die Entwicklung des Bach-Bildes vom 18. bis zum 20. Jahrhundert, und endet mit der ersten Bach-Gesichtsrekonstruktion anhand des Schädelknochens durch Wilhelm His und Carl Seffner im Jahr 1894 sowie der zweiten gerichtsmedizinischen Bach-Gesichtsrekonstruktion durch Caroline Wilkinson im Jahr 2008. Ausgestellt ist hier u. a. ein Bronze-Abguss von Bachs Schädel.

### „Was wir von Bach wissen“, Bach-Autograph
Der Bereich Was wir von Bach wissen beschäftigt sich mit der Bach-Forschung, er führt von den ersten Bach-Biographien (ausgestellt ist u. a. das Musicalische Lexicon von Bachs Freund Johann Gottfried Walther, 1732, sowie das Manuskript der Bach-Biographie von Philipp Spitta, vor 1873) über die Rekonstruktion verschollener Kompositionen (ausgestellt ist die handschriftliche Rekonstruktion der Kantate BWV 190 durch Ton Koopman) hin zu einem im Original ausgestellten Bach-Autograph, dessen Überlieferungsgeschichte bis zur Aufnahme in die Neue Bach-Ausgabe chronologisch dargestellt wird.
Bei dem ausgestellten Autograph handelt es sich um eine Continuo-Stimme der Kantate Alles nur nach Gottes Willen (BWV 72). Die rechte Seite des ausgestellten Blatts (Eingangschor, Rezitativ) wurde von Bachs Neffen Johann Heinrich Bach (dem Sohn von Bachs Ohrdrufer Bruder Johann Christoph Bach) geschrieben, die Aria auf der linken Seite von Bachs Ehefrau Anna Magdalena Bach, und der Schlusschoral, die Über- und Unterschriften und einzelne Korrekturen stammen von der Hand von Johann Sebastian Bach.
An einer Hörstation wird das Autograph anhand des Werk-Kommentars von Albert Schweitzer musikalisch erläutert. An einem Forschertisch findet sich ein Computer mit Links zu Bach-Forschungsstätten und eine kleine Handbibliothek, enthalten sind u. a. ein Bach-Werke-Verzeichnis sowie Bach-Biographien auf Deutsch, Englisch, Französisch und Japanisch.

### „Wie wir Bach spielen“ / Kinder-Ecke
Der Bereich Wie wir Bach spielen ist der Bach-Aufführungspraxis seit Bachs Tod gewidmet. Die Überlieferungsgeschichte behandelt die durch Bachs Söhne vermittelte Bach-Rezeption (ausgestellt sind u. a. Bachs von Carl Philipp Emanuel Bach herausgegebenen vierstimmigen Choral-Gesänge 1784–1787), die Konkurrenz um die Drucklegung von Bachs Wohltemperierten Clavier im Jahr 1802 (ausgestellt sind die Erstdrucke von Nägeli und Simrock), die Wiederaufführung der Matthäus-Passion durch Felix Mendelssohn Bartholdy im Jahr 1829, die Arbeit an der ersten Bach-Gesamtausgabe und schließlich die Rückbesinnung auf Bachs zeitgenössisches Instrumentarium durch die historische Aufführungspraxis im 20. Jahrhundert. Bemerkenswert sind das ausgestellte Tafelklavier (Clavecin Royal, Johann Gottlob Wagner, Dresden 1788), das an dieser Stelle stellvertretend für die Fortschritte im Klavierbau steht, sowie ein ausgestellter Brief von Robert Franz an Paul Graf von Waldersee vom 19. August 1876, in welchem er über die Bach-Accompagnements von Joseph Joachim äußert, sie stünden „ungefähr auf derselben Stufe wie der Schund, den sein Freund Brahms bei der Gelegenheit der Händelschen Cammerduette geleistet hat.“
Unter der Überschrift „Inspiration und Popularisierung“ behandelt ein 2015 ergänzter Teil die Rezeption von Bachs Musik in der Populärkultur. Ausgestellt ist ein Erstdruck des Ave Maria von Charles Gounod, der Bachs Präludium C-Dur (BWV 846) aus dem Wohltemperierten Klavier mit einer Melodiestimme versah, angehört werden können 35 Interpretationen, u. a. von Zarah Leander, Nana Mouskouri, Shirley Bassey, Heino und den Toten Hosen. Die Popularisierung von Bachs Toccata und Fuge d-Moll BWV 565 wird anhand des Films Fantasia von Walt Disney erläutert. Schließlich ist als Leihgabe des Lippmann+Rau-Musikarchivs eine Klarinette aus dem Besitz von Benny Goodman ausgestellt, dazu erklingt Goodmans Interpretation von Alec Templetons Stück Bach Goes to Town vom 6. Oktober 1939 in der Carnegie Hall.
Unmittelbar hinter diesem Ausstellungsbereich befindet sich eine Kinder-Ecke, u. a. mit einem großen Orgel-Schiebepuzzle (es zeigt die Orgel der Johann-Sebastian-Bach-Kirche (Arnstadt)).

### „Begehbares Musikstück“
Das zentrale Raumelement im Bachhaus-Neubau ist das Begehbare Musikstück. An der schallwellenartig gebogenen Außenhaut befinden sich 13 Hörstationen, an welchen musikalische Fragestellungen und Werkgattungen der Bachzeit mit Hörbeispielen erläutert werden (Polyphonie, Fuge, Generalbass, Stimmung, Bachs Parodieverfahren, Orgelmusik, Kantaten und Passionen, weltliche Kantaten, Sonate und Suite, Concerto, Ouvertüre, Motetten, Spätwerk). Im Innern befindet sich eine Multimedia-Installation, die vier der außen erörterten Fragestellungen mit jeweils einem Exponat und einer eigens produzierten filmischen Inszenierung einer Bach-Aufführung (auf einer 180°-Leinwand) verknüpft. Das Konzept wurde von dem Berliner Regisseur Marc Tamschick gemeinsam mit dem Komponisten Marc Lingk umgesetzt. Folgende Themen und Filme erscheinen im Begehbaren Musikstück:
| Thema                            | Besonderes Exponat | Foto                         | Stück, Mitwirkende, Aufnahmedatum |
| -------------------------------- | --- | ---------------------------- | --- |
| Polyphonie – Fuge                | Die Kunst der Fuge, Erstdruck, 1751 | Kunst der Fuge im Bachhaus   | Johann Sebastian Bach: Die Kunst der Fuge (BWV 1080, Contrapunctus I, IX); Musik: Harmonie Universelle (Florian Deuter); Tanz: pretty ugly tanz köln (Choreographie: Amanda Miller); Ort: Schauspielhaus Köln; Aufnahmedatum: 23. Juni 2006                                                               |
| Parodieverfahren                 | Textheft (Libretto) Tönet, ihr Pauken! Breitkopf, Leipzig 1733 (Faksimilé)                                                                                        | Thomanerchor im Bachhaus     | Johann Sebastian Bach: Tönet, ihr Pauken! (BWV 214, Eingangschor); Probe des Thomanerchors (Georg Christoph Biller) mit dem Neuen Bachischen Collegium Musicum (Albrecht Winter); Ort: Altes Rathaus Leipzig; Aufnahmedatum: 25. März 2006                                                                |
| Orgelmusik                       | Original-Manual der von Bach 1707–1708 alle 14 Tage gespielten Wender-Orgel der Brückenhofkirche Mühlhausen, 1702 (Leihgabe der Kirchgemeinde St. Georg, Dörna)   | Schuke-Orgel im Bachhaus     | Johann Sebastian Bach: Toccata, Adagio und Fuge (BWV 564, Toccata, Adagio); Organist: Oliver Stechbart; Orte: Divi Blasii, Mühlhausen (Schuke-Orgel), St. Georg, Dörna (Wender-Orgel); Aufnahmedatum: 17./18. Juli 2006                                                                                   |
| Kontinuität und Wiederentdeckung | Original-Chorstimme von Mendelssohns Aufführungen der Matthäus-Passion am 11. März 1829 (Berlin) und am 4. April 1841 (Leipzig) (Leihgabe des Mendelssohn-Hauses) | Matthäus-Passion im Bachhaus | Johann Sebastian Bach/Felix Mendelssohn Bartholdy: Matthäus-Passion (BWV 244, Nr. 61a–63b, 65); Musik: Chorus Musicus Köln, Das Neue Orchester, Köln (Dirigent: Christoph Spering); Solisten: Andreas Karasiak (Tenor), David Jerusalem (Bass); Ort: Trinitatiskirche, Köln; Aufnahmedatum: 26. Juni 2011 |

## Sonderausstellungen

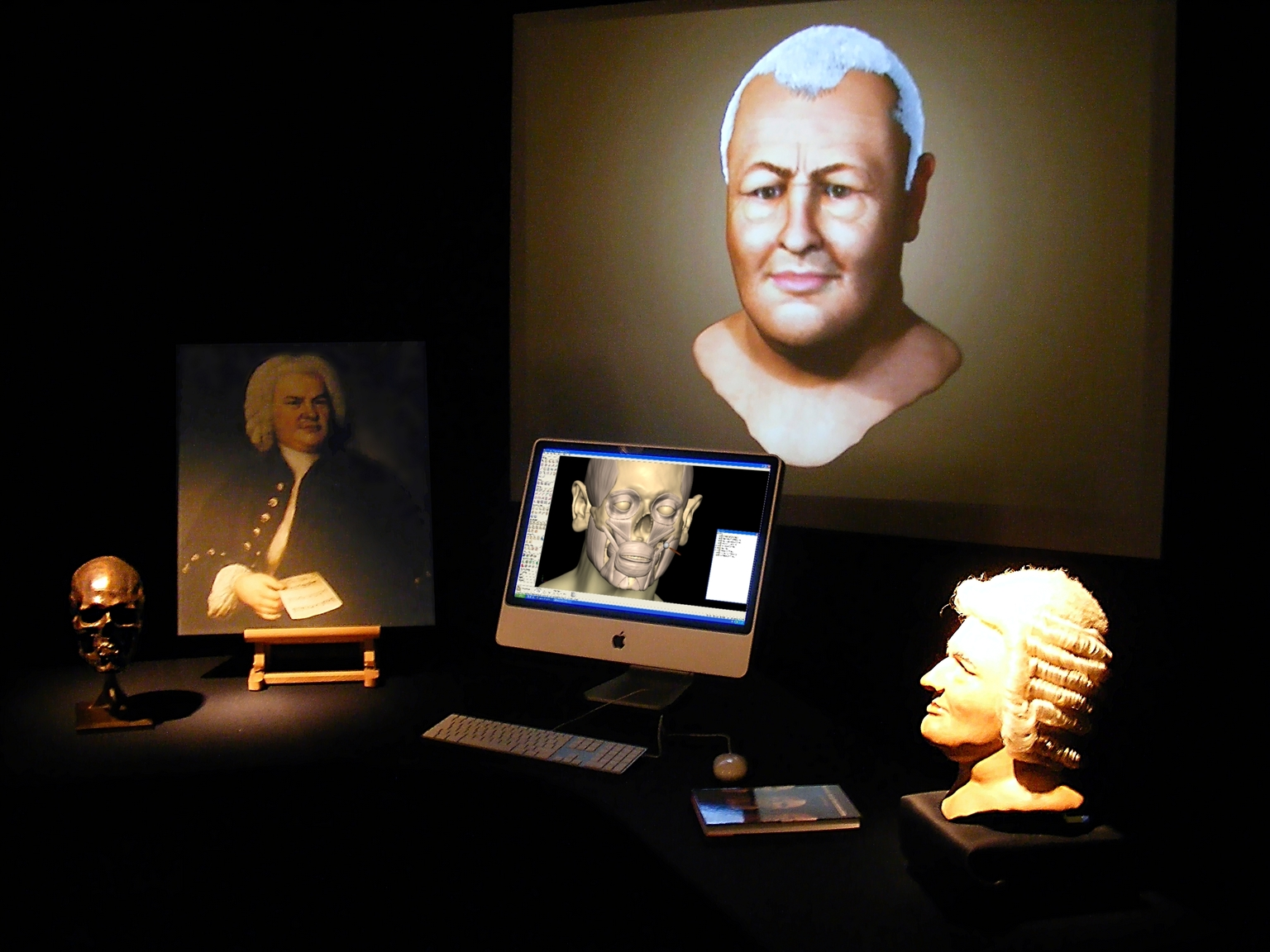
Sonderausstellung 2008

Im Bachhaus Eisenach fanden seit 2004 folgende Sonderausstellungen statt:
- 2004: „Ich habe fleißig seyn müssen…“ – Johann Sebastian Bach und seine Kindheit in Eisenach[58]
- 2005: Johann Sebastian Bach – Ansichtssache[59]
- 2007: Der Mann mit der goldenen Weste (zu Johann Christian Bach)[60]
- 2008: Bach im Spiegel der Medizin[61][62]
- 2009: Blut und Geist – Bach, Mendelssohn und ihre Musik im Dritten Reich[63][64]
- 2010: Bachs Passionen – zwischen lutherischer Tradition und italienischer Oper[65]
- 2011: Erinnerungen an Wanda Landowska[66]
- 2012: Luther und [Bachs] Musik[67]
- 2013: Bach & Friends[68]
- 2014: „B+A+C+H = 14“: Bach und die Zahlen[69]
- 2015: Bach in Berlin[70]
- 2016: Luther, Bach – und die Juden[71]
- 2017: Text: Luther & Musik: Bach[72]
- 2018: Frauen und Bachs Musik[73]
- 2019: Bilderrätsel[74]

Weiter veranstaltet das Bachhaus Eisenach seit 2013 jährlich Frühjahrs-Ausstellungen im Berliner Dom.

## Konzerte und Veranstaltungen
Das Bachhaus Eisenach verfügt über eine eigene Konzertreihe mit etwa 10 Konzerten pro Jahr. An Weihnachten, Neujahr und am Bach-Geburtstag (21. März) finden jeweils Festkonzerte statt. Das Bachhaus beteiligt sich an den regionalen Musikfestivals Thüringer Bachwochen und Güldener Herbst und stellt regelmäßig die Preisträger des Bach-Wettbewerbs Leipzig in Konzerten vor.

## Museumspädagogik
Das Museum bietet für Kinder und Jugendliche themenbezogene Besuchsprogramme. Hierfür steht ein eigener Raum zur Verfügung. Die Programme beinhalten folgende Themen:
| Programmtitel                                  | Thema                       | Ablauf | Altersstufen |
| ---------------------------------------------- | --------------------------- | --- | ------------ |
| Prügelei, Gefängnis, zwei Frauen und 20 Kinder | Bachs Biographie            | Biographische Führung; Hörbeispiele; Vorführung von Tasteninstrumenten                                                                                       | alle         |
| Kraut und Rüben haben mich vertrieben…         | Leben um 1700               | Rundgang durch die Wohnräumen; Kleidung um 1700; Ernährung damals und heute; Vorführung von Tasteninstrumenten; Einstudieren des Kanons „Kraut und Rüben“    | 7–11 Jahre   |
| Bach-Blüten                                    | Bachquiz                    | Quiz zum selbstständigen Erkunden der Ausstellung; Hörbeispiele; Vorführung von Tasteninstrumenten; Auswertung                                               | 9–13 Jahre   |
| Mit Federkiel und Schweineborste               | Musikinstrumente des Barock | Führung; kleine Musikinstrumentenkunde; Bau, Funktion und Klangeigenschaften; barocke Bauform; Vorführung von Tasteninstrumenten                             | alle         |
| Was hätte Bach wohl dazu gesagt?               | Bach-Bearbeitungen          | Vorführung von Tasteninstrumenten; Original und Bearbeitung; Bach in Jazz, Rock/Pop und Werbung; Publikum, Rezeptionsbedingungen und Musikästhetik im Wandel | 14–18 Jahre  |
| Darf ich bitten?                               | Bach und der Tanz           | Vorführung von Tanzsätzen auf Tasteninstrumenten; Einstudierung eines barocken Tanzes (Menuett einfache Form)                                                | alle         |

## Fachbibliothek, Notenversand
Die öffentliche Bibliothek des Bachhauses besitzt eine aus ca. 5500 Bänden bestehende Sammlung an Literatur zu Bach und seinem Umfeld ab 1800 sowie zur allgemeinen Musikgeschichte. Zum Bestand gehören außerdem wissenschaftliche und praktische Notenausgaben sowie eine umfangreiche Tonträgersammlung. Aufführungsmaterial zu Bach-Kantaten kann von Chören entliehen werden. Ein Teil des Bestandes ist über einen dem Gemeinsamen Bibliotheksverbund (GBV) angeschlossenen OPAC recherchierbar.

## Sammlung
Als erstes und lange Zeit einziges Bach-Museum erhielt das Bachhaus 1907 den satzungsmäßigen Auftrag, es solle „alles das sammeln und aufbewahren, was Johann Sebastian Bach und sein Lebenswerk angeht“. Gleichwohl war bereits zum Zeitpunkt der Gründung des Museums an eine Erfüllung des Auftrags kaum noch zu denken: Etwa 80 Prozent der bekannten Bach-Autographe befanden sich damals wie heute in den Sammlungen der Staatsbibliothek zu Berlin, und der in Privatbesitz befindliche Rest wäre – sofern zum Kaufe stehend – für das Museum eines Bürgervereins kaum erschwinglich. Immerhin folgende Autographe besitzt das Museum heute:
| Komponist           | Werk                                     | Art                                                         | Autographe Anteile von                                       |
| ------------------- | ---------------------------------------- | ----------------------------------------------------------- | ------------------------------------------------------------ |
| Joh. Christoph Bach | Aria Eberlina                            | Variationen für Cembalo nach einem Thema von Daniel Eberlin | Joh. Christoph Bach                                          |
| Joh. Sebastian Bach | Es ist das Heil uns kommen her (BWV 9)   | Sopran-Stimme                                               | Wilhelm Friedemann Bach                                      |
| Joh. Sebastian Bach | Alles nur nach Gottes Willen (BWV 72)    | Continuo-Stimme                                             | Joh. Sebastian Bach, Joh. Heinrich Bach, Anna Magdalena Bach |
| Joh. Sebastian Bach | Herr Gott, dich loben alle wir (BWV 130) | Continuo-Stimme                                             | Christian Gottlob Meißner, Joh. Sebastian Bach               |
| Joh. Sebastian Bach | Ich habe meine Zuversicht (BWV 188)      | Partitur (Fragment)                                         | Joh. Sebastian Bach                                          |

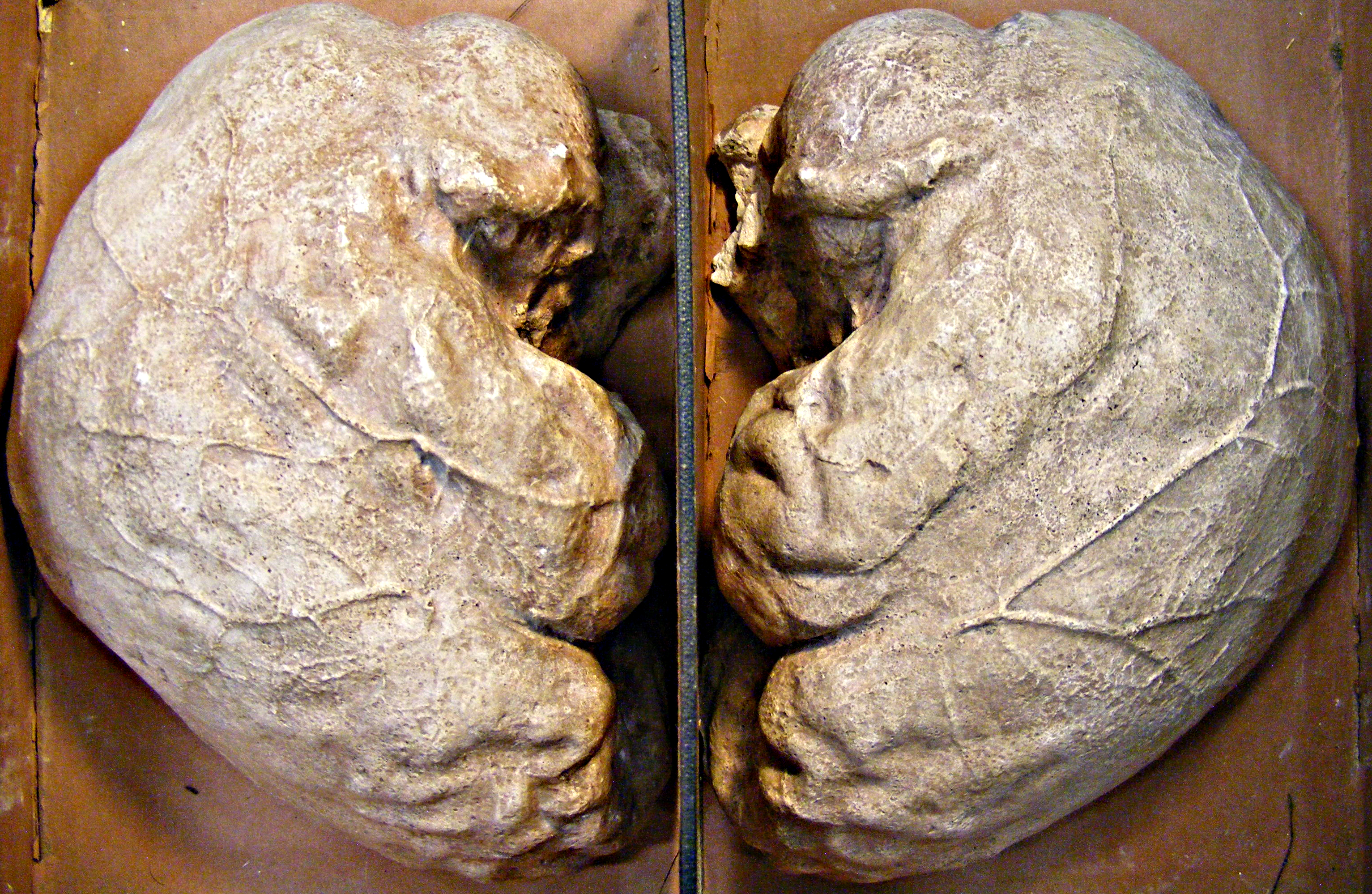
Mutmaßliche Gebeine von Bach, Ausguss der Hirnschale, Gips, 1894

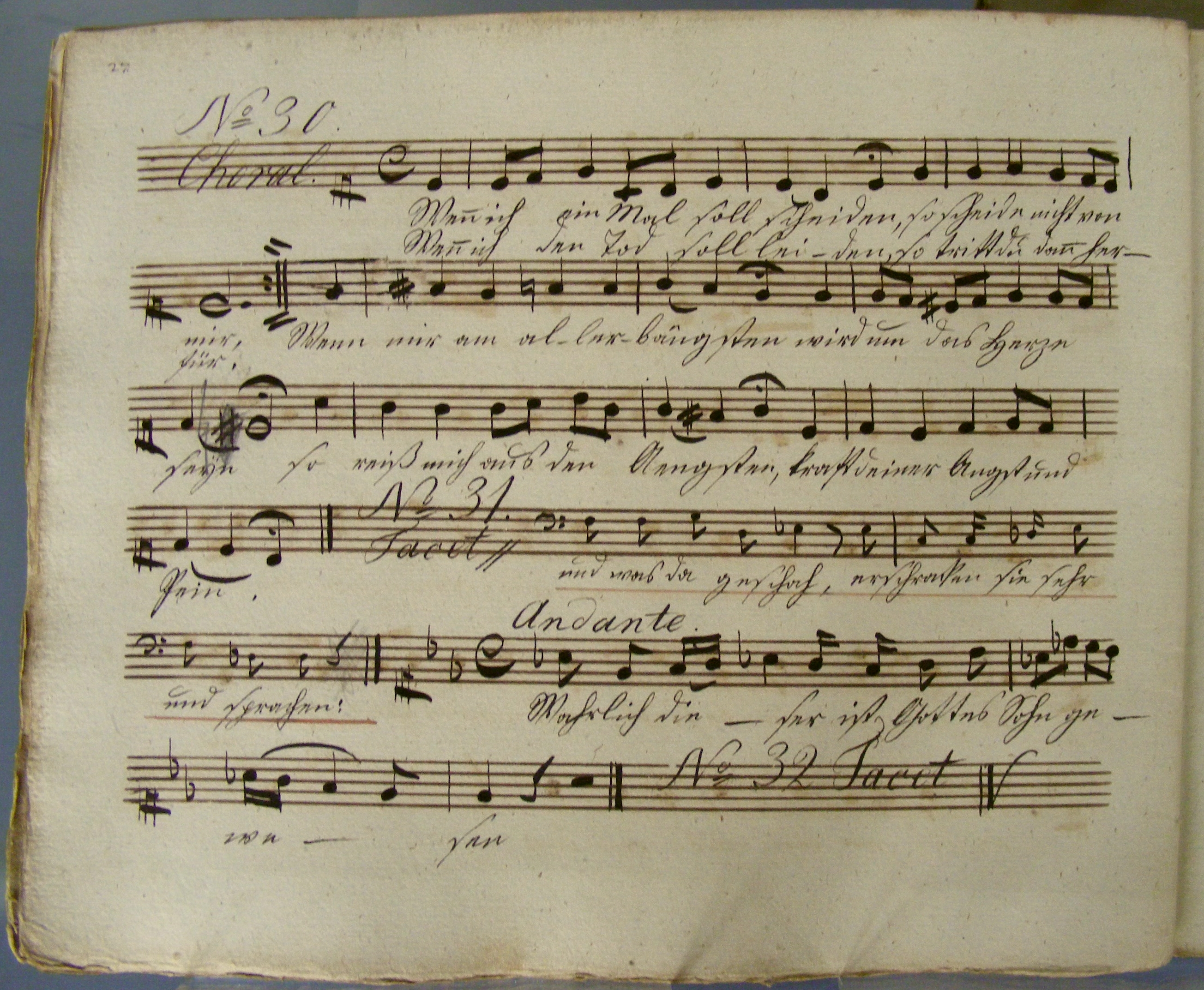
J. S. Bach / F. Mendelssohn Bartholdy: Choral Wenn ich einmal soll scheiden. Handschrift, ca. 1829.

In den Folgejahren mehrte sich die Sammlung insbesondere durch Schenkungen (etwa von Oskar von Hase und den Verlagen C. F. Peters und Breitkopf & Härtel) und Nachlässe (etwa von Philipp Spitta, Wilhelm Rust, Paul Graf von Waldersee, Aloys Obrist, Wilhelm His, Christoph Trautmann). Besonders ragen – neben den Autographen und den in der Ausstellung gezeigten Objekten – hervor: ein thüringisches Cembalo von 1715, ein Cembalo von Jacob Hartmann (ca. 1765), ein zweites Spinett von Johann Heinrich Silbermann (1765) und ein bundfreies Pedalclavichord (um 1815). Weiter die Schulhefte von Wilhelm Friedemann Bach, ein Erstdruck des Musikalischen Opfers von 1747 (Faszikel A), die Quelle C von Bachs verschollener Genealogie der musicalisch-Bachischen Familie, der einzige erhaltene Textdruck der verschollenen Bach-Kantate Sein Segen fließt daher wie ein Strom (BWV Anh. 14, Immanuel Tietze, Leipzig 1725), eine Silhouettensammlung der Ohrdrufer Bach-Familie, Briefe von Bach-Forschern des 19. Jahrhunderts wie Karl Hermann Bitter, sowie die Schädelabgüsse durch Wilhelm His und Carl Seffner (einschließlich von Hirnschalen-Ausgüssen in Gips und Bronze). Seit 2013 besitzt das Bachhaus außerdem 62 der ursprünglich wahrscheinlich 152 originalen handschriftlichen Chorstimmen, aus denen die Sing-Akademie zu Berlin unter Felix Mendelssohn Bartholdy am 11. März 1829 Bachs Matthäus-Passion zum ersten Mal nach Bachs Tod wieder aufführte.
Hieraus ergeben sich heute folgende Sammlungsschwerpunkte:
- Barocke Musikinstrumente
- Bach-Ikonographie
- Noten-Erst- und -Frühdrucke
- Theologie im Umfeld Bachs
- Bach-Biographik und -Rezeption im 19. Jahrhundert

## Trägerschaft, Blaubuch, Bachhaus-Direktoren
Gebäude und Sammlung des Bachhauses stehen im Eigentum der Neuen Bachgesellschaft. Museumsbetreiberin ist seit dem 5. Juli 2001 die Bachhaus Eisenach gGmbH, deren Alleingesellschafter der gemeinnützige Verein Neue Bachgesellschaft e. V. ist. Im Aufsichtsrat der Bachhaus Eisenach gGmbH sind neben der Neuen Bachgesellschaft die Stadt Eisenach, die Evangelisch-Lutherische Landeskirche sowie der Freistaat Thüringen vertreten. Die Finanzierung des Bachhauses wird zwischen der Neuen Bachgesellschaft, der Stadt Eisenach und dem Freistaat Thüringen vertraglich geregelt. Den überwiegenden Teil der Haushaltszuwendungen trägt der Freistaat Thüringen. Eine wichtige Finanzierungsquelle sind eigene Einnahmen sowie private Geld- und Sachspenden.
Das Bachhaus Eisenach ist seit 2001 im Blaubuch der Bundesregierung zu kulturellen Leuchttürmen in den fünf neuen Ländern als „Kultureller Gedächtnisort von Nationaler Bedeutung“ eingetragen und hat hierdurch Zugang zu projektbezogenen Fördermitteln des Beauftragten der Bundesregierung für Kultur und Medien.
Seit seiner Eröffnung wurde das Museum von folgenden Direktoren geleitet:

- Georg Bornemann, 1907–1918 (Assistenz: Albrecht Göhler, Bruder des Komponisten und Dirigenten Georg Göhler, 1912–1914)
- Ernst Fleischer, 1918–1923
- Conrad Freyse, 1923–1964[90]
- Günther Kraft, 1964–1971
- Ilse Domizlaff, 1971–1990
- Claus Oefner, 1990–2001 (zusätzlich Geschäftsführer: Jörg Hansen 07/2001–12/2001)
- Franziska Nentwig, 2002–2005
- Jörg Hansen, seit 2006

## Besucher
Das Bachhaus hat jährlich ca. 60.000 Besucher. Es ist damit nach dem Beethoven-Haus in Bonn das am meisten besuchte Musikermuseum in Deutschland.

## Sonstiges

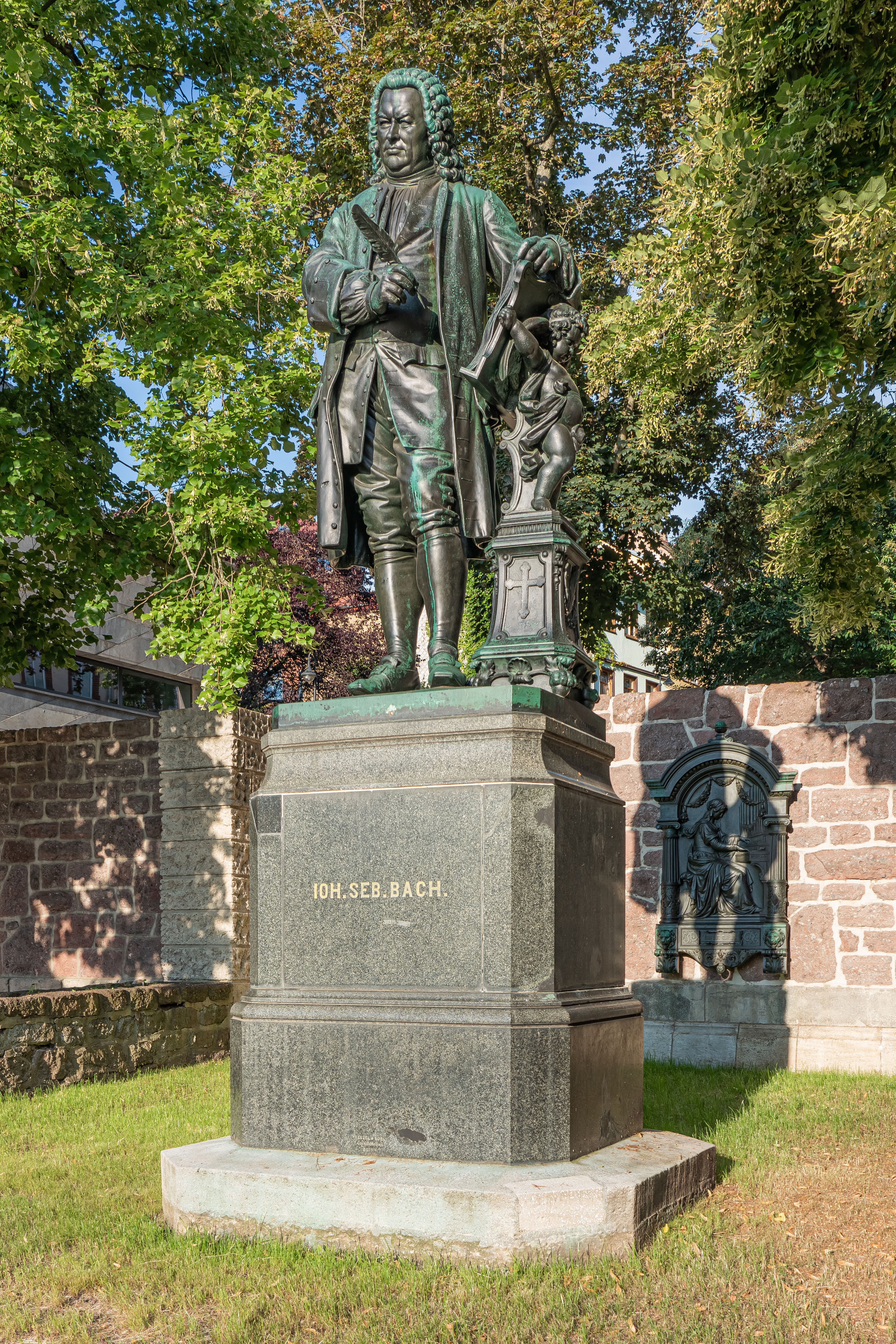
Bach-Denkmal in Eisenach

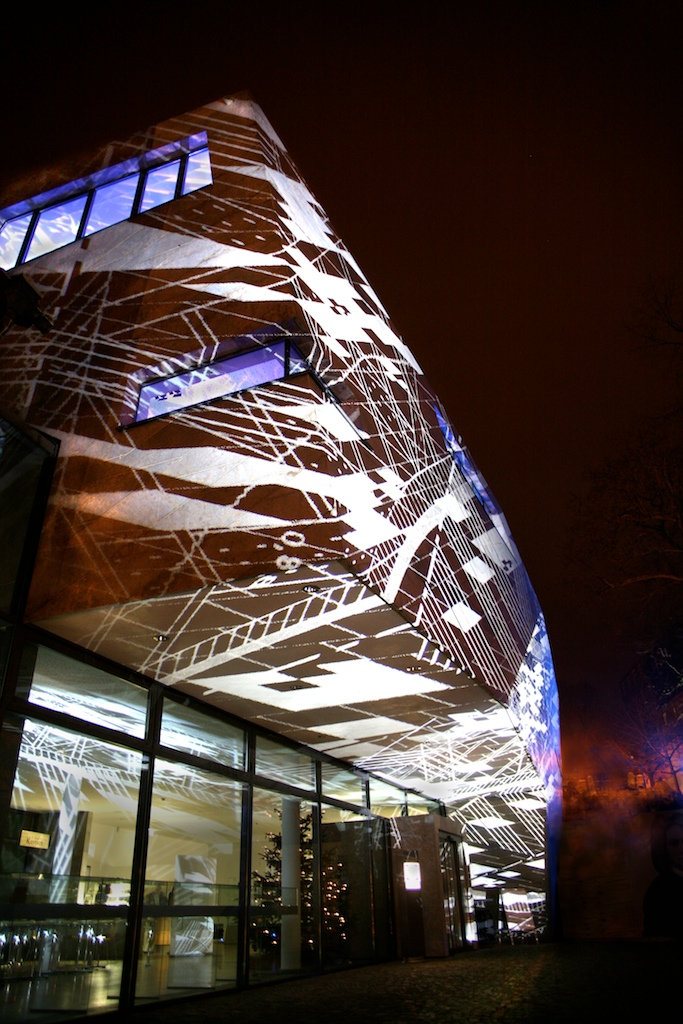
Lichtinstallation am Bachhaus

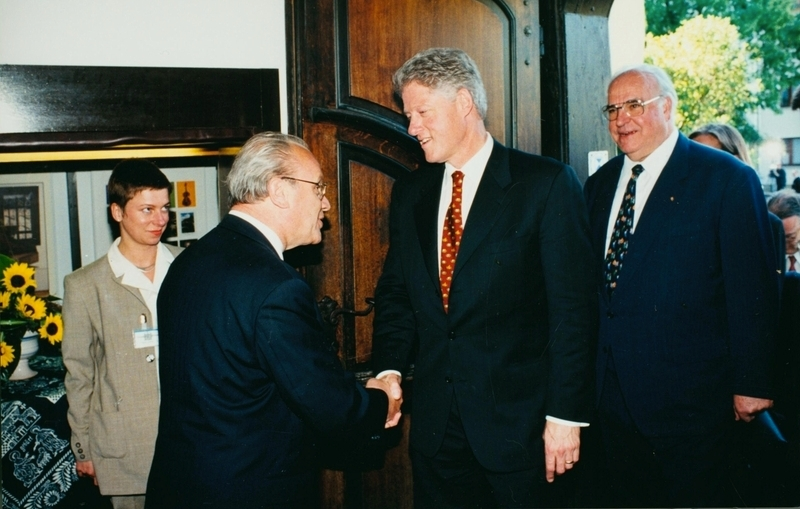
Clinton und Kohl im Bachhaus, 1998

### Bach-Denkmal
In einer kleinen parkähnlichen Anlage vor dem Museum steht das Eisenacher Bach-Denkmal. Es ist das älteste figürliche Denkmal für Johann Sebastian Bach und wurde von Adolf von Donndorf geschaffen und von Hermann Heinrich Howaldt in Braunschweig gegossen. Den Auftrag hierzu hatte 1878 ein Bürgerverein, das „Denkmal-Comitee“, erteilt, dem u. a. der damalige Stadtkantor Carl Müller-Hartung und der in Eisenach lebende Dichter Fritz Reuter angehörten. Zur Finanzierung gaben unter anderem Clara Schumann, Hans von Bülow, Joseph Joachim und Franz Liszt Benefizkonzerte. Die Einweihung erfolgte am 28. September 1884 mit einer Aufführung der h-Moll-Messe BWV 232 unter der Leitung Joseph Joachims. Das zunächst vor der Georgenkirche, Bachs Taufkirche, errichtete Denkmal wurde 1938 im Zuge einer Umgestaltung des Frauenplans vor das Bachhaus verlegt. Das Denkmal zeigt den Komponisten stehend, in der rechten Hand eine Schreibfeder haltend, vor einem von einem Engel gestützten Notenpult. Da der Sockel bei der Umverlegung stark gekürzt wurde, befindet sich das ursprünglich darauf angebrachte Relief nun an der rückwärtigen Mauer. Es zeigt die orgelspielende hl. Caecilie als Schutzpatronin der Kirchenmusik. Auf dem Denkmal-Vorplatz wird in jedem Jahr am Vormittag des 21. März der Geburtstag Bachs mit einem Festakt begangen.

### Lichtinstallation
Der Saarbrücker Lichtkünstler Ingo Bracke schuf für den Neubau des Bachhauses die Lichtinstallation IN VERSUS F: Licht als Partitur – Architektur als Klang. Erstmals wurde diese am 13. Dezember 2008 am Bachhaus aufgeführt. Seit dem 21. März 2011 ist die Lichtinstallation an allen Samstagabenden und an Vorabenden von Feiertagen ab Dämmerung bis 23:00 Uhr zu sehen.

### Auszeichnungen
Für das innovative Ausstellungsdesign der neuen Dauerausstellung im Bachhaus Eisenach verlieh die Fachjury des Art Directors Club dem Stuttgarter Atelier Brückner am 12. April 2008 einen ADC-Award in Bronze.
Für das Begehbare Musikstück im Bachhaus Eisenach wurde der Berliner Regisseur und Multimediakünstler Marc Tamschick am 14. Mai 2008 mit dem Finalist Diploma auf dem World Media Festival in Hamburg ausgezeichnet.
Der Bund Deutscher Innenarchitekten (BDIA) verlieh den Stuttgarter Ausstellungsgestaltern Atelier Brückner für die Gestaltung der neuen Dauerausstellung des Bachhauses am 24. Oktober 2008 den Sonderpreis Szenografie.

## Datenträger
Klassische Musik auf Original–Instrumenten des Bachhauses, Interpreten Felix Friedrich, Irmtraut Friedrich u. a., Jokers edition, eine Ewald Schumacher Produktion, Bachhausedition.